# Geschichte der Piraterie
Die Geschichte der Piraterie befasst sich mit der historischen Entwicklung der Piraterie, einschließlich der Biografien von Personen, die Einfluss auf die Piraterie ihrer Zeit ausübten.
Wegen der Verflechtungen von Piraterie mit Seehandel und Seekriegsführung muss die Geschichte der Piraterie immer im geopolitischen Kontext gesehen werden, so dass eine strikt chronologische Darstellung nicht möglich ist.

## Im Mittelmeerraum
Im Altertum waren die Seehandelswege grundsätzlich von den jeweiligen Herrschern an den Küsten der Durchfahrtsgebiete abhängig und wie die Küstenländer selbst durch Raub und Krieg gefährdet, so dass sie durch eigene Maßnahmen der Seefahrer gesichert werden mussten.

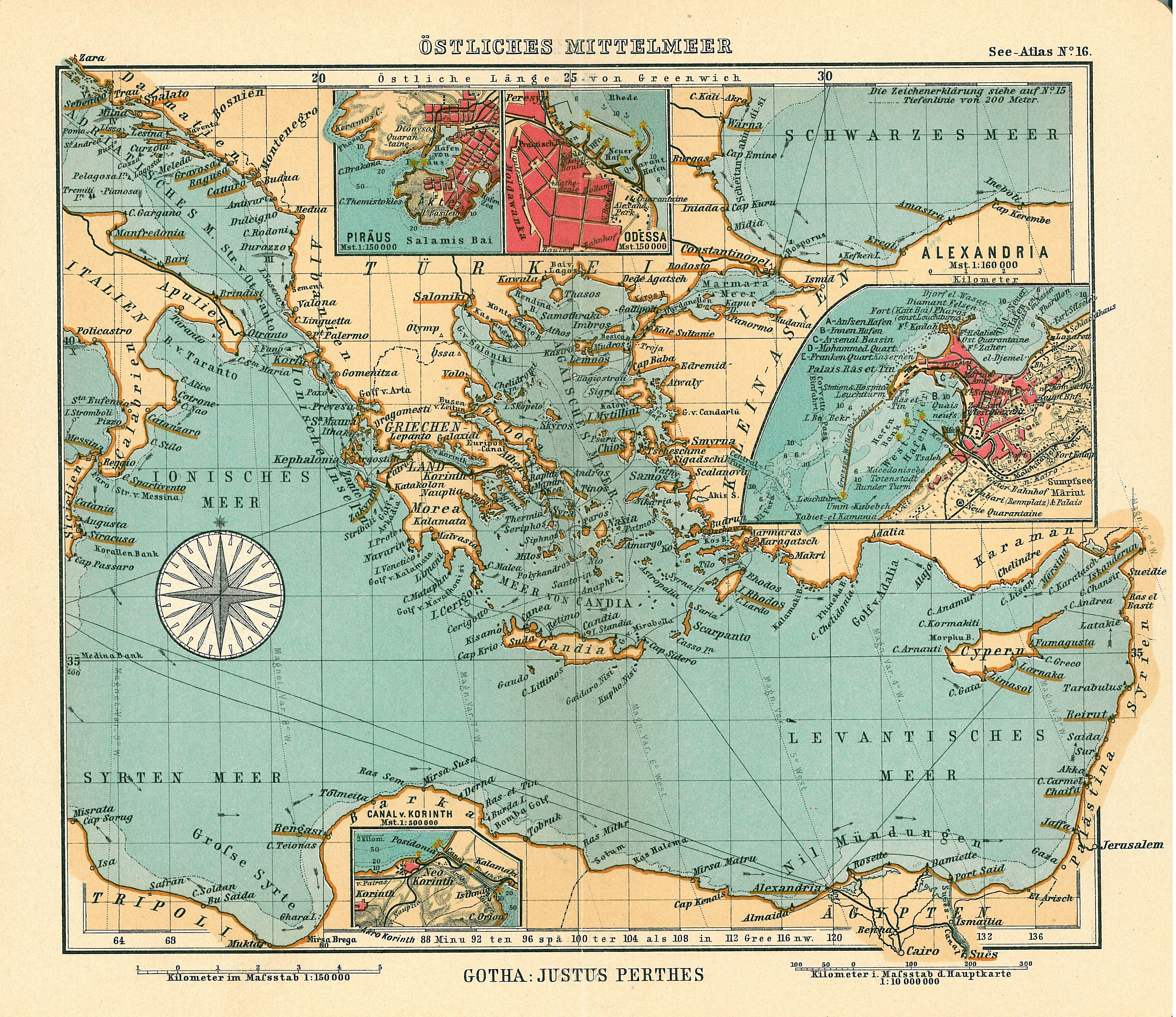
Karte des östlichen Mittelmeeres (1906)

Im östlichen Mittelmeer wurde die antike Piraterie durch den Küstenverlauf begünstigt, da dieser mit zahlreichen Inseln, Vorgebirgen und Buchten eine Vielzahl von Zufluchtsmöglichkeiten bot. Bereits ägyptische Aufzeichnungen aus dem 14. Jahrhundert v. Chr. belegen Überfälle der Lukka auf Zypern. Diese Piraten stammten von der kleinasiatischen Südküste, der heutigen Südwest-Türkei, wahrscheinlich aus Lykien. Auch in vielen späteren antiken Quellen galt diese Region als Heimat von Piraten, die große Teile des östlichen Mittelmeers unsicher machten. Im 13. Jahrhundert v. Chr. kämpften Hilfstruppen aus den Lukka-Ländern auf Seiten der Hethitern in der Schlacht bei Qadeš (ca. 1274 v. Chr.) gegen Ägypten. Um 1200 v. Chr. beteiligen sich Krieger aus den Lukka-Ländern wahrscheinlich an den sogenannten „Seevölker“-Attacken auf Ägypten, insbesondere beim Libyerkrieg gegen Merenptah.
Die Seevölker in Ägypten

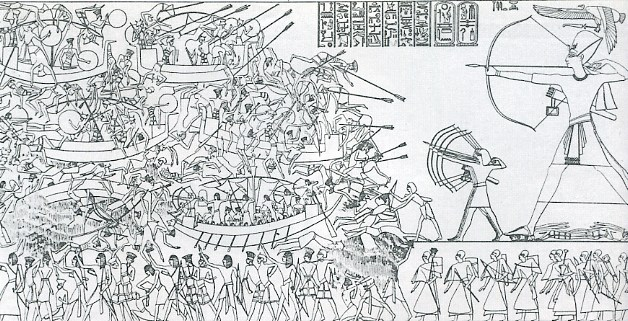
Seeschlacht im Nildelta zwischen den Seevölkern und den Streitkräften Ramses III. (1198–1166 v. Chr.) Umzeichnung Wandrelief im Tempel von Medinet-Habu/Theben

In populären Darstellungen der Thematik wird oft der sogenannte Seevölkersturm als einer der ersten bekannten Höhepunkte der Piraterie genannt. Ein Relief im Tempel von Medinet Habu (Theben) und der Papyrus Harris I aus der Zeit Ramses III. berichten zumindest, dass sich hauptsächlich zur See operierende Völker zu einer Koalition zusammengeschlossen hatten und im östlichen Mittelmeerraum Städte und Reiche zerstörten. Die in weiten Teilen dieses Gebietes nachgewiesenen Zerstörungen um und kurz nach 1200 v. Chr. werden oft mit diesem „Seevölkersturm“ in Verbindung gebracht, beispielsweise in Ugarit. Zypern wurde etwa 200 Jahre lang durch (vermutlich aus der Ägäis oder Kleinasien kommende) Räuber bedrängt. Die Einordnung dieser Vorgänge als rein räuberische Piraterie, kriegerische Unternehmungen oder gar Völkerwanderung ist jedoch weitgehend unklar.
In einer kombinierten See- und Landschlacht im Nildelta gelang es Ramses III. 1186 v. Chr., die Seevölker entscheidend zu schlagen. Ihre Reste wurden anscheinend in Palästina angesiedelt, wo der Stamm der „Peleset“ mit den biblischen Philistern in Verbindung gebracht wird.

### Griechische Antike

#### Archaische und klassische Zeit
In der Frühzeit herrschten Küstenpiraten vor, die mit Ruderbooten und ungedeckten Galeeren Küstenorte plünderten und küstennah fahrende oder rastende Schiffe bei günstigen Gelegenheiten überfielen. Erst mit der Entwicklung der Triere im 6. Jahrhundert v. Chr. wurde es technisch möglich, auch andere Schiffe effektiv zu verfolgen und Piraterie auf See nachhaltig zu betreiben.
In der Argonautensage und besonders in den homerischen Epen finden sich noch mythische Nachhalle von frühen Raubzügen zur See. Speziell in der sogenannten homerischen Gesellschaft scheinen piratenartige Überfälle von See aus nichts Ungewöhnliches zu sein. So wird in der Odyssee geschildert, dass eine junge sidonische Königstochter von seefahrenden Taphiern geraubt und in die Sklaverei geführt wurde, die später als Amme des Eumaios selbst mithalf, dass dieser als Kind von phönizischen Seeleuten verschleppt und dem Laertes verkauft wurde. Odysseus selbst überfiel die Kikonen und gibt in einer seiner Lügengeschichten an, von Kreta aus mit fünf Schiffen nach Ägypten gesegelt zu sein, um dort zu plündern. Thukydides nimmt an, dass sich Griechenland vor dem Trojanischen Krieg in einem permanenten Kriegszustand befand, der den Seeraum mit einschloss. Um einen gewissen Schutz zu erlangen, wurden Städte meist in einiger Entfernung zum Meer angelegt. Manche Piraten arbeiteten auch mit der küstennahen Bevölkerung zusammen, die das Strandrecht ausübte. Die überhandnehmende Seeräuberei wurde – laut Herodot und Thukydides – erstmals durch die Kreter unter ihrem König Minos erfolgreich bekämpft. Nach der Eroberung Kretas durch die Griechen wurde Kreta aber selbst zu einem wichtigen Piratenstützpunkt.
Piraterie wurde nicht als anrüchiges Gewerbe angesehen, sondern galt als eine ehrenhafte Art, den eigenen Reichtum zu mehren. Erst in späteren Quellen tritt die Piraterie als Begriff von negativer Wertung auf. Im 6. und 5. Jahrhundert v. Chr. ging die Polis Athen gegen Piratenstützpunkte auf Limnos, Kythnos, Mykonos und den Sporaden vor.

#### Phokaier und Etrusker im westlichen Mittelmeer
Im westlichen Mittelmeer entwickelten sich die aus Kleinasien stammenden griechischen Phokaier zu einer regelrechten Seeplage. Durch die persische Expansion wurden sie aus Kleinasien vertrieben und siedelten sich in Alalia auf Korsika an. Von hier störten sie den Handel der Etrusker und Karthager als Piraten und durch Überfälle auf das italische Festland massiv. Andererseits wurde „Tyrrhener“, das griechische Wort für Etrusker, bei den Griechen nahezu zu einem Synonym für Pirat. In einer gemeinsamen Aktion schlugen die Karthager und Etrusker um 540 v. Chr. die Phokaier in einer Seeschlacht und zwangen sie zur Aufgabe ihrer Niederlassungen. Mit dieser Niederlage endete die Expansion der Griechen im westlichen Mittelmeerraum. Die Etrusker und die Großmacht Karthago waren von da an Verbündete. Zuvor hatten die Etrusker des Öfteren auch karthagische Schiffe gekapert.
Auf Abbildungen des 8. Jahrhunderts v. Chr. von phönizischen Schiffen finden sich bereits Galeeren mit zwei Reihen von Rudern übereinander, die schnellen Biremen. Seit dem 5. Jahrhundert v. Chr. entwickelten sich aus großen Biremen noch größere Galeeren mit drei Ruderreihen. Diese Triremen oder Trieren wurden oft mit einem Rammsporn ausgerüstet und als Kriegsschiffe eingesetzt. Seeräuber, die kein Interesse daran hatten, ihre Beute zu rammen und zu versenken, bevorzugten jedoch weiterhin wendigere und schnellere Biremen mit großen Rahsegeln, bei denen man teilweise die Ruder entfernen konnte, was das Entern erleichterte.

#### Hellenistische Zeit
Einen weiteren Höhepunkt erlebte die Seeräuberei in der Zeit von den Perserkriegen bis in die Mitte des 2. Jahrhunderts v. Chr. Während man am Ende des 4. Jahrhunderts v. Chr. noch von Rhodos aus – wo sich einer der größten Sklavenmärkte der Antike befand – erfolgreich gegen die Seeräuber vorgehen konnte, waren andere Städte wegen des nahezu permanenten Kriegszustands nicht mehr in der Lage, für die Sicherheit ihrer Seewege zu sorgen. Besonders problematisch war, dass sich die Piraten oft mit den kriegführenden Parteien verbündeten. So unterstützte der Aitolische Bund, der im 3. und 2. Jahrhundert v. Chr. Zentralgriechenland beherrschte, die Piraterie gegen andere griechische und persische Staaten. Die Duldung der Piraterie stand somit im Widerspruch zum Wunsch der etablierten Mächte nach sicheren Seewegen. 192 v. Chr. wurde der Aitolische Bund von den Römern unterworfen, woraufhin die meisten Piraten nach Kilikien auswichen. Auf Kreta wurden die dortigen Seeräuber im 2. Jahrhundert v. Chr. andererseits von kilikischen Piraten verdrängt. In der Literatur der Zeit wird des Öfteren über durch Piraten getötete, verschleppte und verkaufte Personen berichtet.

### Römisches Reich

#### Die Illyrer in der Adria
Im Zuge ihrer Expansion, die sie im 3. Jahrhundert v. Chr. aus Italien hinausführte, wurden die Römer auch mit der Piraterie konfrontiert. Zuerst mussten sie illyrische Piraten in der Adria bekämpfen, bis sie die Region 168 v. Chr. annektierten. Nur in Dalmatien konnte sich ein kleines Refugium illyrischer Seeräuber bis 9 n. Chr. halten. Die Liburna der illyrischen Piraten wurde zum Standardschiff der römischen Polizei-Wachflotte. Eine Weiterentwicklung davon ist die Dromone (Läufer). Im Jahre 122 v. Chr. führten die Römer einen Krieg gegen die Seeräuber auf den Balearen.

#### Die Kilikier aus Kleinasien
Versuche, die kilikische Seeräuberei im östlichen Mittelmeer zu unterbinden, zeigten jedoch keine dauerhaften Erfolge, wie die Aktion unter Marcus Antonius Orator 102 v. Chr. in Kilikien, oder schlugen völlig fehl, wie unter Marcus Antonius Creticus 74 v. Chr. auf Kreta. Hierbei spielte auch eine Rolle, dass die römischen Gouverneure der Provinz Asia und die Bürger von Milet, Ephesos und Smyrna selbst gerne Geschäfte mit den Piraten machten und z. B. ihren Bedarf an Sklaven bei den kilikischen Seeräubern deckten. Während des Niederganges des Seleukidenreiches und der Kriege des Mithridates wurden die kilikischen Piraten immer mächtiger. Ihr Zentrum wurde Delos, von wo aus sie den Sklavenhandel im östlichen Mittelmeer unter ihre Kontrolle brachten und 86 v. Chr. ein römisches Geschwader vor Brindisi in Süditalien besiegten. Im Jahre 75 v. Chr. wurde der junge Gaius Iulius Caesar während einer Studienreise bei der Insel Pharmakussa, südlich von Milet, von Piraten gefangen genommen. Nachdem er gegen ein Lösegeld freigelassen worden war, bekämpfte er die dortigen Piraten.
67 v. Chr. störten die Piraten nicht nur massiv die Getreideversorgung Roms, sondern überfielen als Zeichen ihrer Macht auch mehrere Städte Italiens. Als Reaktion darauf wurde Gnaeus Pompeius Magnus noch im selben Jahr durch ein Gesetz (Lex Gabinia) mit außerordentlichen Vollmachten ausgestattet (Imperium) und konnte – anders als seine Vorgänger – innerhalb weniger Wochen die Sicherheit der Seewege wiederherstellen. Pompeius entwickelte eine eigene Strategie: Er teilte die römische Flotte in viele kleine Gruppen auf, die er im Mittelmeer positionieren ließ, um alle Piratenhäfen gleichzeitig zu blockieren. Dann überließ man es dem Heer, die Schlupfwinkel von Land aus anzugreifen und zu zerstören. Mobile Reserveflotten jagten die restlichen Piraten auf dem Meer und verhinderten deren Zusammenschluss mit anderen Gruppen. Auch der letzte Stützpunkt der kilikischen Piraten im heutigen Alanya (ehemals Korakesion, Rabenhorst), in Pamphylien, wo der Piratenhäuptling Diodotos Tryphon eine Festung erbaut hatte, wurde schließlich durch Pompeius besiegt. Zwar war die Piraterie nicht vollständig auszurotten, aber die weit verzweigten und komplexen Organisationsstrukturen der Seeräubergruppen konnten nachhaltig zerschlagen werden.

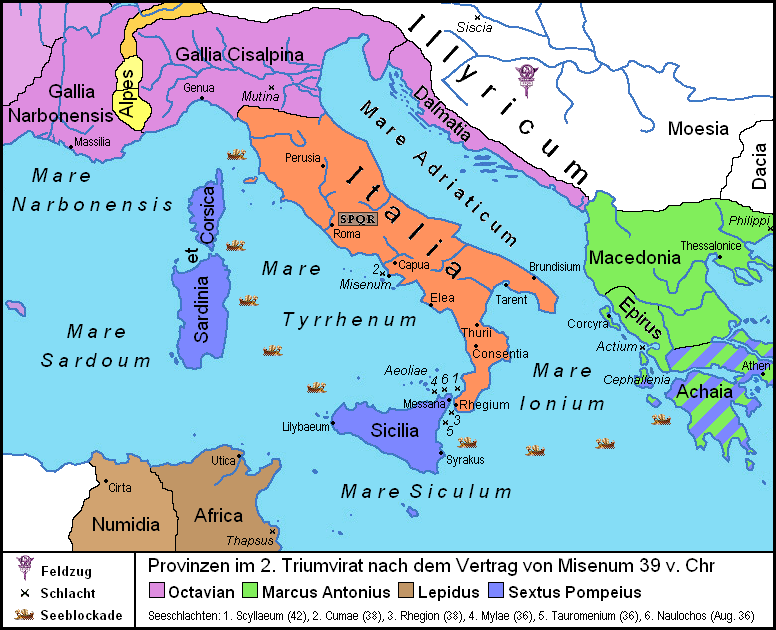
Der Seekrieg des Sextus Pompeius

Mehrere kilikische Piraten, die Pompeius während seines Feldzugs gefangen genommen und in seine Klientel übernommen hatte, dienten später unter seinem Sohn Sextus Pompeius als Flottenführer in Sizilien. Namentlich bekannt sind die Admirale Menodoros, Menekrates, Demochares und Apollophanes. Ab 42 v. Chr. blockierten sie mit ihren Geschwadern die Küsten Italiens, um Octavian, dem späteren Kaiser Augustus, erfolgreich die Kornzufuhr abzuschneiden. Nach zahlreichen Gefechten wurden sie erst 36 v. Chr. in der Seeschlacht von Naulochoi von Marcus Vipsanius Agrippa besiegt.
Nach dem endgültigen Sieg Octavians über seinen letzten Konkurrenten Marcus Antonius in der Schlacht bei Actium sorgte die römische Flotte in der Zeit des Prinzipats dafür, dass eine organisierte Piraterie in größerem Umfang nicht mehr möglich war. In dem Moment, wo Piraten aktiv wurden, griffen sofort die Statthalter der einzelnen Provinzen ein. Trotzdem bildete Piraterie ein beliebtes Motiv in der zeitgenössischen Literatur, vor allem im Roman.

#### Die Vandalen aus Nordafrika
In den unsicheren Zeiten der Spätantike waren die Raubzüge der Vandalen schuld an den unsicheren Seewegen. Nachdem sie sich in Nordafrika (Karthago) ein eigenes Reich erobert hatten, griffen sie von dort aus 455 n.C. mit einer Flotte Rom an und plünderten die Stadt zwei Wochen lang. Durch diese Aktion wurde der Begriff Vandalismus sprichwörtlich. Nach der Landung einer byzantinischen Flotte unter Belisar 533 wurden die Vandalen jedoch größtenteils vernichtet.

### Mittelalter

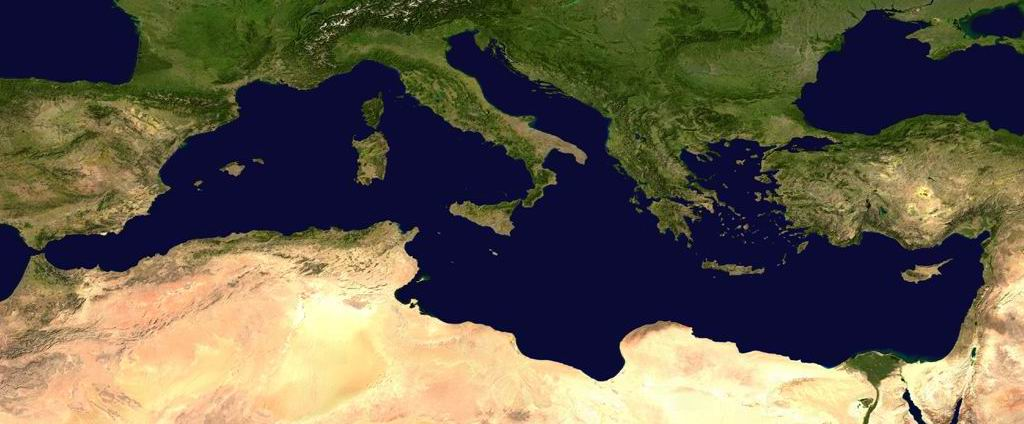
Satellitenaufnahme des Mittelmeeres

Im Rahmen der Expansion des islamischen Kalifenreiches kam es vom 7. Jahrhundert an zu vermehrten Angriffen arabischer Flotten auf christliche Länder. Das byzantinische Reich wurde dabei von den Küsten des heutigen Libanon aus bedroht, Sizilien, Sardinien und Süditalien vom Gebiet des 697 gefallenen Exarchats von Karthago, die Balearen vom omaijadischen Emirat (später Kalifat) Córdoba. Vermutlich wurden das bis heute gebräuchliche Lateinersegel und das ihm verwandte Luggersegel im 8. oder 9. Jahrhundert von sarazenischen Piraten im Mittelmeer eingeführt. Dies erleichterte das Kreuzen gegen den Wind und verkürzte die Fahrtzeiten erheblich.
Etwa zur selben Zeit begannen kroatische und serbische Piraten aus Dalmatien („Narentaner“) den byzantinischen Handel mit Orientwaren in der Adria zu stören, wobei sie gelegentlich auch mit den Arabern gemeinsame Sache machten. Erst im 11. und 12. Jahrhundert gelang es der aufstrebenden Handelsstadt Venedig zunehmend, Istrien und die dalmatinischen Küsten unter ihre Kontrolle zu bringen. Seit dem 12. Jahrhundert fanden auch vom normannischen Königreich Sizilien aus größere Gegenangriffe auf die nordafrikanische Küste statt, die das Zeitalter der Kreuzzüge einläuteten.
Einer der Gründe für das Debakel des Vierten Kreuzzuges von 1204, bei dem katholische Kreuzfahrerflotten das christliche Konstantinopel heimsuchten und plünderten, anstatt das von Moslems besetzte Jerusalem zu befreien, lag darin, dass die byzantinische Marine lange Zeit vor allem italienische Seeleute angeheuert hatte. Im späten 12. Jahrhundert gerieten diese Matrosen jedoch unter den Verdacht, heimlich mit Venedig und anderen konkurrierenden italienischen Staaten zu sympathisieren. Viele der Seeleute, die nicht verhaftet werden konnten, flüchteten deshalb auf entlegene Stützpunkte in der Ägäis und im Ionischen Meer und wurden zu Piraten, anstatt im entscheidenden Moment die byzantinische Hauptstadt zu verteidigen. Später sahen sich die Byzantiner genötigt, diese italienischen Piraten um ihre (zweifelhafte) Hilfe zu bitten, nicht nur im Kampf gegen die in Kleinasien expandierenden Osmanen, sondern auch gegen ihre eigenen Landsleute, Venezianer und Genueser. Im Laufe des 13. Jahrhunderts wurden diese jedoch nach und nach von osmanischen Korsaren verdrängt, die nun ihrerseits die Küsten christlicher Länder bedrohten. Eine letzte Gruppe, die Katalanische Kompanie, die in der Umgebung von Athen einen Piratenbund gegründet hatte, verbündete sich schließlich mit den muslimischen Korsaren.

### Neuzeit

#### Die Uskoken in der Adria
Entlang der östlichen Adriaküste nahmen die sogenannten Uskoken im 16. und 17. Jahrhundert die Tradition der Narentaner wieder auf und plünderten von Senj aus venezianische Schiffe.

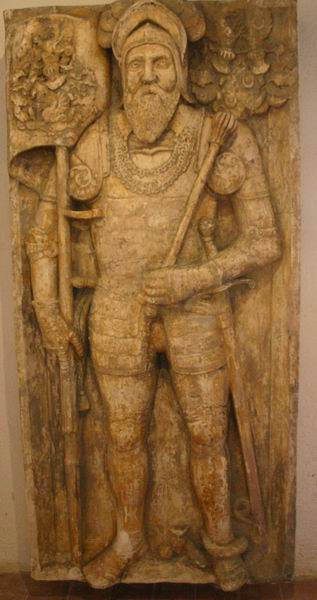
Burghauptmann Ivan Lenković, Uskokenführer

Mit ihren kleinen und wendigen Booten machten sie die ganze Adria unsicher. Ihre Operationen richteten sich dabei nun nicht nur gegen die Türken, sondern besonders, unter wenigstens stillschweigender Einwilligung des Wiener Hofs, gegen venezianische Schiffe, zum Beispiel an der Küste von Zadar. Dies gab 1612 die Veranlassung zu einem Krieg zwischen Österreich und der Republik Venedig, infolgedessen die Uskoken Senj verlassen mussten. Ihre Schiffe wurden verbrannt, und sie zogen 1617 in das Gebiet von Karlovac und an die Kupa.

#### Die nordafrikanischen Barbaresken
Im 16. Jahrhundert waren neben dem Malteserorden die moslemischen Korsaren die vorherrschenden Piraten der nordafrikanischen Küste und des Mittelmeerraums. Stützpunkte der moslemischen Korsaren waren die Barbareskenstaaten Algier, Constantine, Tunis und Tripolis, von wo aus sie im Auftrag des osmanischen Sultans im gesamten Mittelmeer Jagd auf die Schiffe christlicher Nationen machten. Andererseits verteidigten sie die nordafrikanische Küste gegen die Flotten der Spanier, deren Expansionsdrang sich vor der Kolonisierung Amerikas vor allem nach Süden gerichtet hatte. Als Gegenleistung dafür, dass die örtlichen Statthalter des Sultans, die Beys, den Korsaren ihre Häfen zur Verfügung stellten, erhielten diese in der Regel ein Zehntel der Beute, plus Hafengebühren. Oftmals wurden erfolgreiche Korsaren selbst zu Beys ernannt. Unter den Barbaresken befanden sich auch einige konvertierte Christen, die im Dienst des Sultans Karriere zu machen hofften, und aus christlichen Staaten, vor allem aus Spanien („Morisken“), vertriebene Moslems und deren Nachkommen. Zu den bekanntesten Korsaren gehörten die Gebrüder Arudsch und Khair ad-Din Barbarossa, Murad Reis, Turgut Reis und Kilic Ali Pascha.
Von Nordafrika aus unternahmen die Barbaresken Raubzüge durch das gesamte Mittelmeer und den Atlantik. Dabei plünderten sie nicht nur Passagier- und Handelsschiffe, sondern überfielen auch regelmäßig küstennahe Dörfer und Städte, um dort Sklaven zu erbeuten. Davon waren hauptsächlich die christlichen Mittelmeeranrainer betroffen, doch wurden 1627 sogar mehrere hundert Isländer aus ihren Heimatdörfern von algerischen Piraten verschleppt und später in die Sklaverei verkauft.
Die verschiedenen christlichen Staaten schlossen wiederholt und wechselweise mit den Barbaresken separate Friedensverträge ab, die Tributzahlungen beinhalteten. Um weiterhin auf Beutefahrten und Küstenraubzüge ziehen zu können, war es für die „Diplomatie“ der Barbareskenstaaten daher wichtig, niemals mit allen christlichen Seefahrerstaaten gleichzeitig Frieden zu haben.

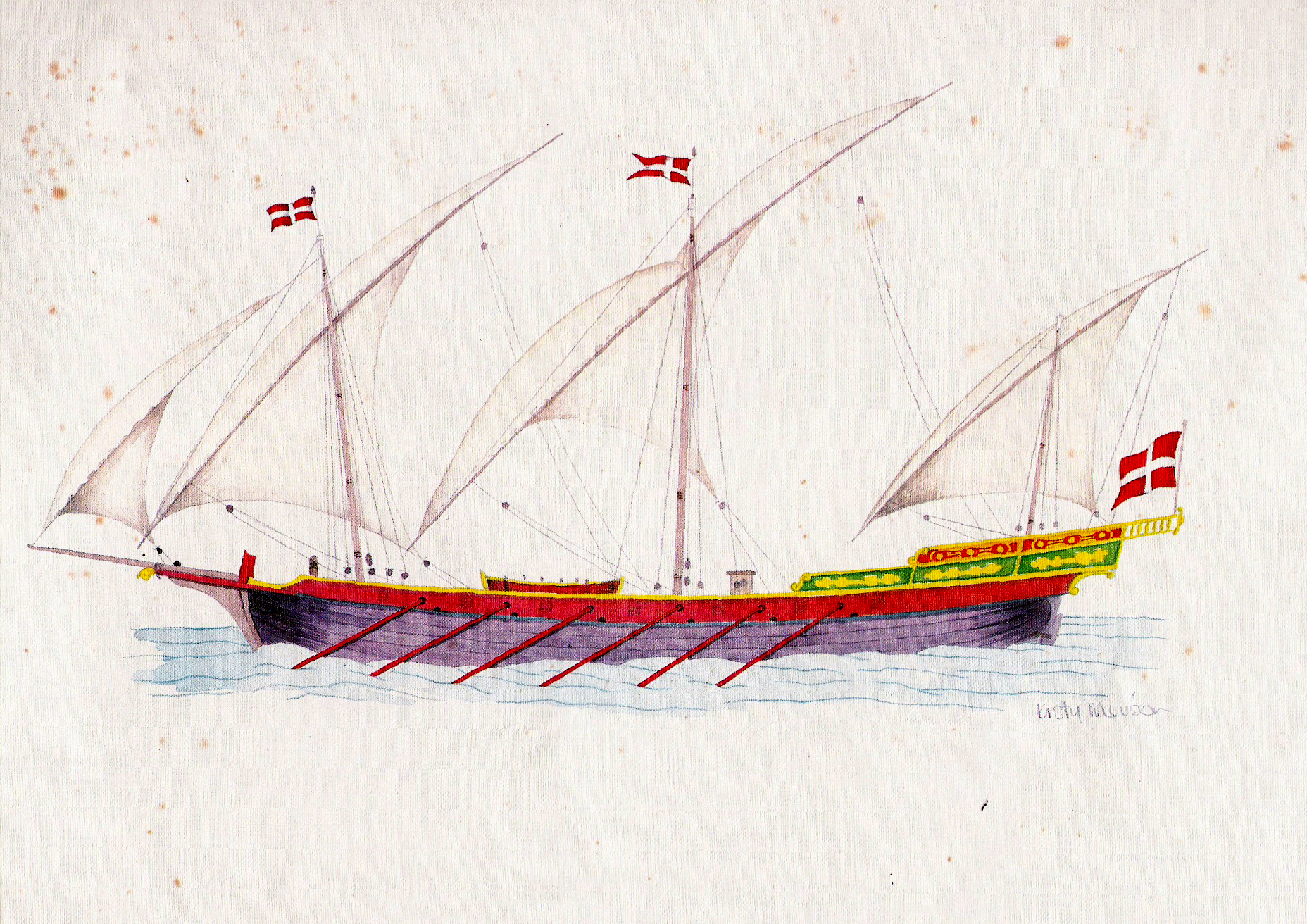
Kleine Johanniter-Schebecke, um 1600

Die bevorzugten Schiffstypen der Korsaren waren kleine Galeeren mit Lateinersegeln, wie die wendige Fusta mit ihrem geringen Tiefgang. Im Gegensatz zu den Kriegsschiffen des Nordens waren sie nur schwach mit Geschützen bestückt, die außerdem im Bug untergebracht waren und nur nach vorne schießen konnten. Besonders bei Flaute waren sie bloßen Segelschiffen weit überlegen. Bei den Ruderern auf den großen Galeeren handelte es sich meist um Sklaven oder Kriegsgefangene. Auf den kleineren Fusten und Galeoten mussten die Korsaren hingegen selbst rudern, was anderseits den Vorteil hatte, dass niemand auf Sklaven zu achten hatte und jeder Mann an Bord ein Kämpfer war. Im Laufe der folgenden Jahrhunderte wurde die Schebecke, die zunehmend nur gesegelt wurde, immer beliebter.

#### Die Johanniter- oder Malteser-Ordensritter

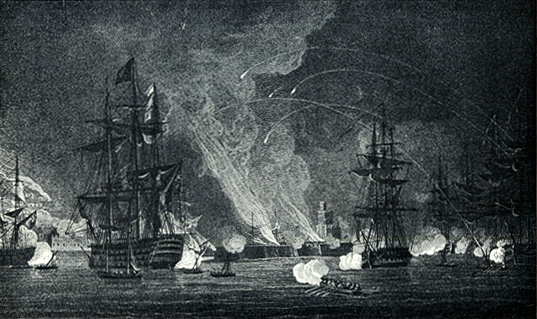
Bombardierung Algiers (1816) durch ein britisch-niederländisches Geschwader

Auf christlicher Seite standen den Barbaresken vor allem die Flotten der Johanniter gegenüber. Die Johanniter hatten zunächst ihr Zentrum auf Rhodos und später, nach der Eroberung von Rhodos 1522, ab 1530 auf Malta. Deshalb wurden die Ordensritter seit 1530 Malteser genannt. Bis zur Eroberung durch die Osmanen 1551 beherrschten sie auch Tripolis. Dieser in der Tradition der Kreuzfahrer stehende Orden bot zwar einerseits einen gewissen militärischen Schutz vor den nordafrikanischen Korsaren, betrieb aber auch selbst Piraterie, und zwar nicht nur gegen muslimische Länder. Da bis 1571 zwischen den Osmanen und Venezianern Frieden herrschte, hielten sich die Malteser für berechtigt, auch venezianische Schiffe zu überfallen, auch gegen den Willen von Papst und Kaiser. Aus diesem Grund wurden die Malteser von ihren christlichen Opfern ebenfalls als Korsaren bezeichnet, nämlich als „Korsaren, die ihre Kreuze zur Schau stellen“.
Der letzte große Fang gelang den Maltesern am 28. September 1644: Eine aus sechs Galeeren bestehende Flotte der Malteser eroberte und plünderte bei Karpathos einen türkischen Geleitzug aus zehn Schiffen, der sich auf der Fahrt nach Alexandria befand. Das wertvollste Schiff des türkischen Konvois war eine Galeone von etwa 1.200 t, die eine der Hauptfrauen des osmanischen Sultans İbrahim und ihre erheblichen Schätze sowie ihr Gefolge transportierte. Dieser Überfall war einer der Anlässe zur Eröffnung des 6. Venezianischen Türkenkrieges (1645–1696), der für Venedig nach der Belagerung von Candia mit dem Verlust Kretas endete. Obwohl die Malteser noch bis 1798 auf Malta herrschten, stellten sie von nun an keine Gefahr mehr dar.

#### Niedergang des Korsarentums
Auch die Piraterie der Barbaresken-Korsaren hatte in der Mitte des 17. Jahrhunderts bereits ihren Höhepunkt überschritten. In der Spätphase waren sie meist nicht mehr an der Ladung selbst interessiert, sondern an der Erpressung von Lösegeldern für Schiffe und Mannschaften sowie an den informellen Tributzahlungen der betroffenen Nationen. Hierunter hatte besonders die Handelsmarine der jungen und militärisch noch schwachen Vereinigten Staaten zu leiden. Zu Beginn des 19. Jahrhunderts wurden diese Praktiken durch militärische Unternehmungen wie den Ersten Barbareskenkrieg zwischen Tripolis und der Vorform der United States Navy (1801–1805) weitgehend eingedämmt und endgültig mit der Eroberung Algeriens durch Frankreich um 1830 gewaltsam beendet.

#### Die griechischen Freiheitskämpfer
In der Ägäis mit ihren zahllosen Inseln verschwand die Seeräuberei nie ganz. Als am 22. Februar 1821 im Zuge der Griechischen Revolution der offene Aufstand gegen das Osmanische Reich ausbrach, scharten sich die Piraten unter der Flagge mit dem blauen Kreuz und erhoben ihre Seeräubereien zum Freiheitskampf. Ihr Ausgangspunkt war die Insel Hydra. Ähnlich wie bei den holländischen Zeegeuzen ist der Status der griechischen „Freiheitspiraten“ unklar. Auf der einen Seite lieferten sie der türkischen Flotte erbitterte und oftmals erfolgreiche Kämpfe, was echte Piraten nie getan hätten. Anderseits zeigten sie nicht die geringste Scheu, Frachtschiffe, gleichgültig welcher Nation, aufzubringen und auszurauben, um ihre Kriegskasse aufzufüllen. Unter Konstantinos Kanaris, Andreas Miaoulis und Iakovos Tombazis unterstützten hunderte Schiffe diese Unabhängigkeitsbestrebungen. Sie wurden später zu griechischen Admirälen ernannt, und viele ihrer Taten wurden als Freiheitskampf verklärt.

## Im Nord- und Ostseeraum

### Antike
Bereits in der Antike machten chaukische und später sächsische Raubscharen die Küsten des Nordseeraumes unsicher. Die Römer richteten zu ihrer Abwehr ein eigenes Verteidigungssystem aus Festungen an der Sachsenküste ein. Diese Küste erhielt ihren Namen nicht von den Bewohnern, sondern von den Plünderern, die die Küsten regelmäßig in ihren Booten aufsuchten.

### Die Wikinger

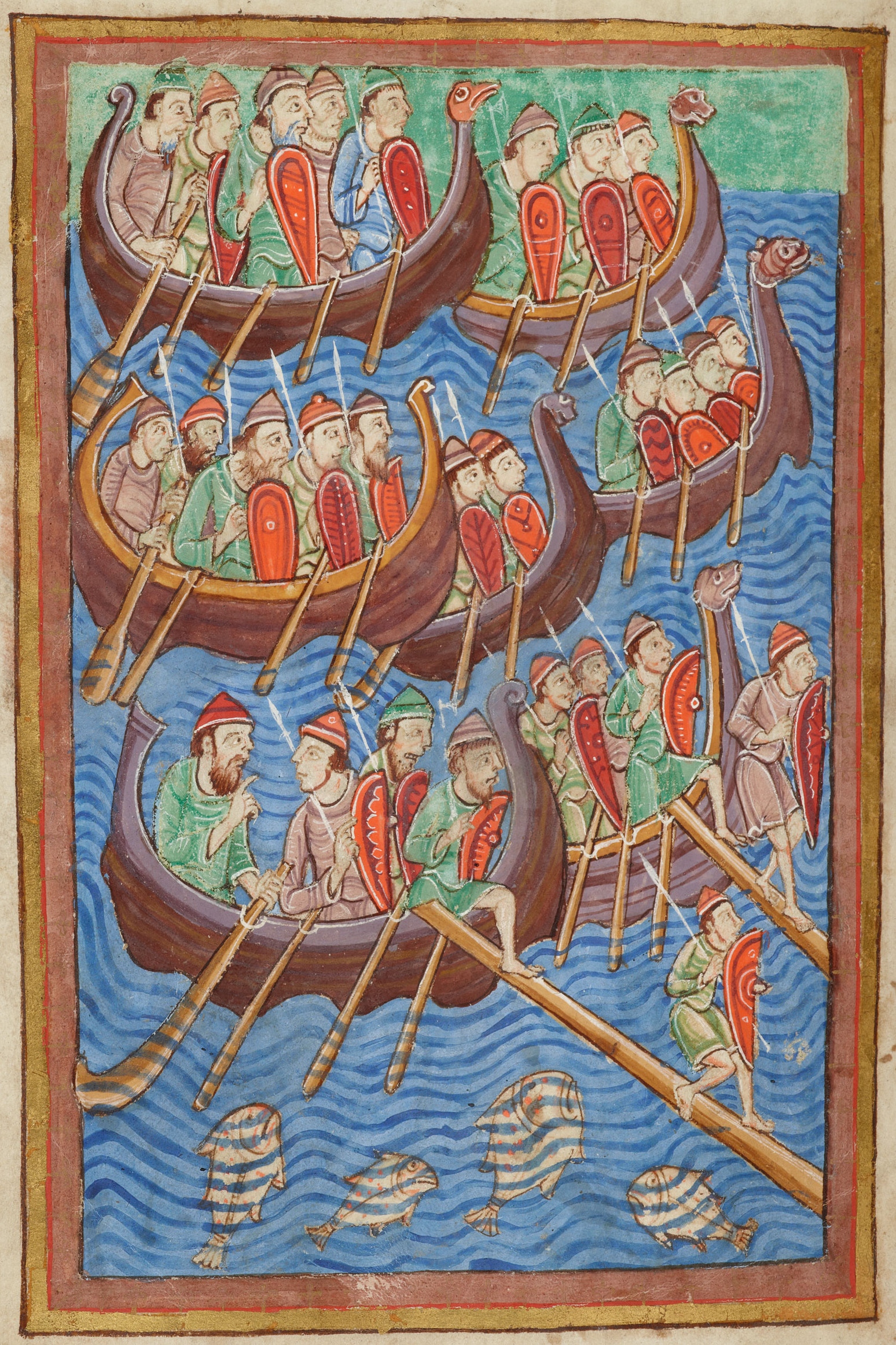
Eine zeitgenössische Darstellung der Wikinger

Ab dem 8. Jahrhundert traten die Wikinger aus Skandinavien an allen europäischen Küsten als Plünderer auf. Die erste Erwähnung fanden sie anlässlich der Plünderung des Klosters Lindisfarne 793, die folgenden zwei Jahrhunderte wird dann immer wieder von Plünderungen berichtet. Beschränkten sich die Überfälle zunächst nur auf unmittelbar an der Küste gelegene Orte, dehnten sich die Überfälle etwa ab der Mitte des 9. Jahrhunderts entlang der Flusssysteme bis in das Binnenland aus. So wurde 845 Hamburg erstmals zerstört, der damals wichtige Handelsplatz Dorestad zwischen 834 und 873 alleine sechsmal geplündert, auch Paris wurde mehrfach überfallen. Bis nach Kiew stießen Wikinger vor und plünderten sogar im Mittelmeer. Die Überfälle entlang der Flüsse erfolgten nach dem Muster, dass die Wikinger mit großen Flottenverbänden erschienen, auf beiden Seiten der Flussmündungen Stützpunkte errichteten und dann Überraschungsangriffe auf lohnende Ziele im Landesinneren durchführten.
In der Heimskringla von Snorri Sturluson und Skáldskaparmál sind Einzelheiten enthalten, wie die Wikinger vorgingen, um fremde Schiffe zu kapern.
Allerdings wurden sie mit dem Erstarken der Königsmacht und dem Vordringen des Christentums allmählich geächtet. Die meisten integrierten sich in die regulären Heere der Könige und hörten damit auf, Wikinger zu sein.

### Bereich der Hanse
Im Gegensatz zum Mittelmeerraum waren in Nordeuropa geruderte Galeeren nach der Wikingerzeit bald außer Gebrauch gekommen. Alle Seefahrer benutzten mehr oder weniger dieselben Schiffstypen. Für kriegerische und piratische Zwecke wurden die gewöhnlichen Handelsschiffe meist nur stärker bemannt und mit erhöhten Gefechtsplattformen an Bug und Heck versehen. Zu den wichtigsten Neuerungen im Schiffbau der Hansezeit gehört die Entwicklung der Kogge mit Heckruder, das das bis dahin übliche Seitenruder ablöste. Ab dem 14. Jahrhundert wurde es auch im Mittelmeerraum verwendet. Vor der Einführung von Schusswaffen und Kanonen bildeten Bogenschützen die Schiffsartillerie.

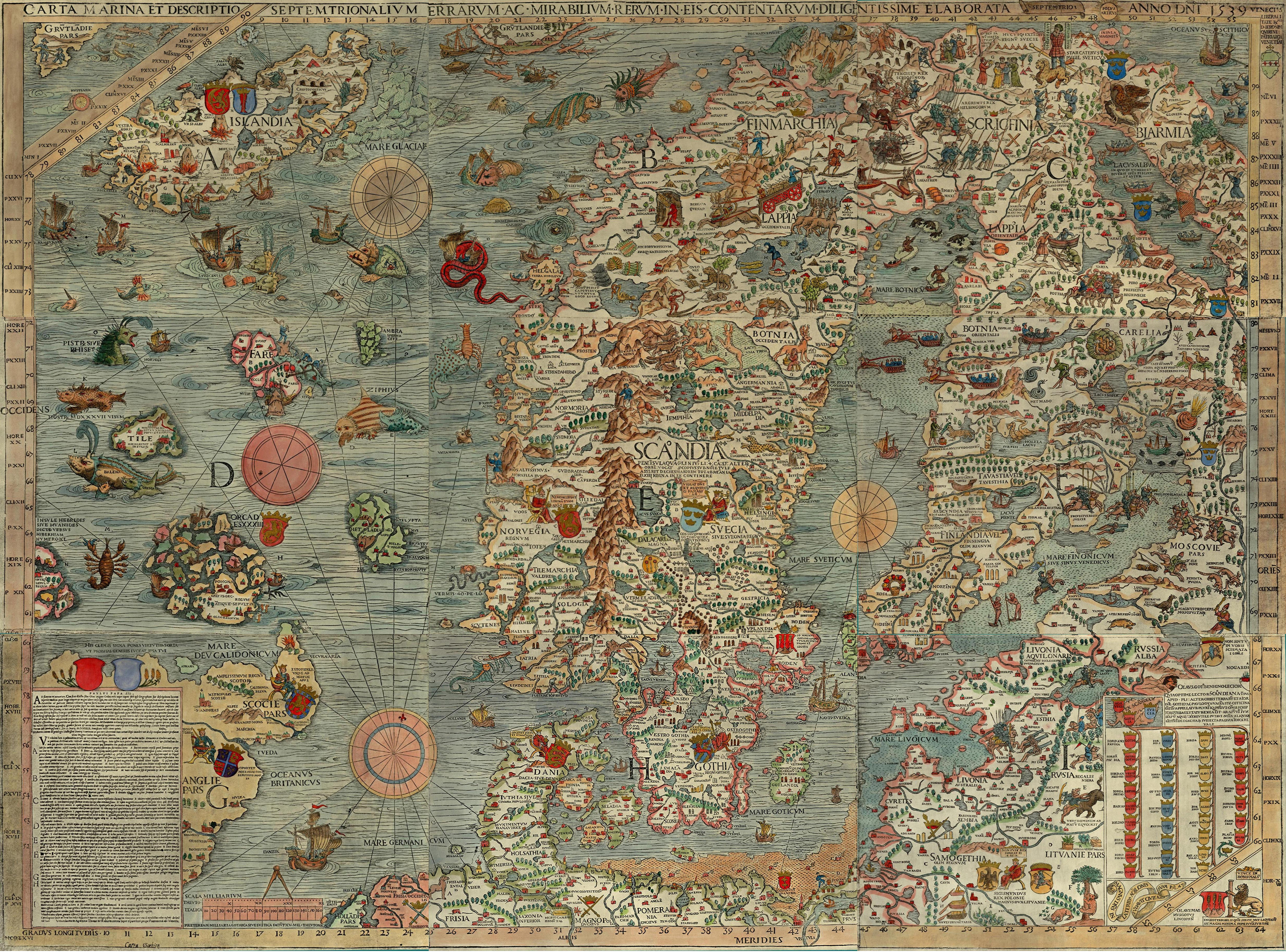
Carta Marina der Ostsee, Nordsee und des Nordatlantiks, 1539

Nach dem Untergang der Insel Rungholt bei der Groote Mandränke im Januar 1362 taten sich viele der heimatlos gewordenen Fischer und Bauern auf der so genannten Wogemannsburg bei Westerhever zusammen, um gemeinsam ihren Lebensunterhalt durch Überfälle auf kleine Gehöfte und kleine Handelsschiffe zu gewinnen. Die Wogemänner wurden aber bereits 1370 nach Verrat vom Staller Owe Hering und den Bewohnern der Umgebung bezwungen.

#### Die Likedeeler

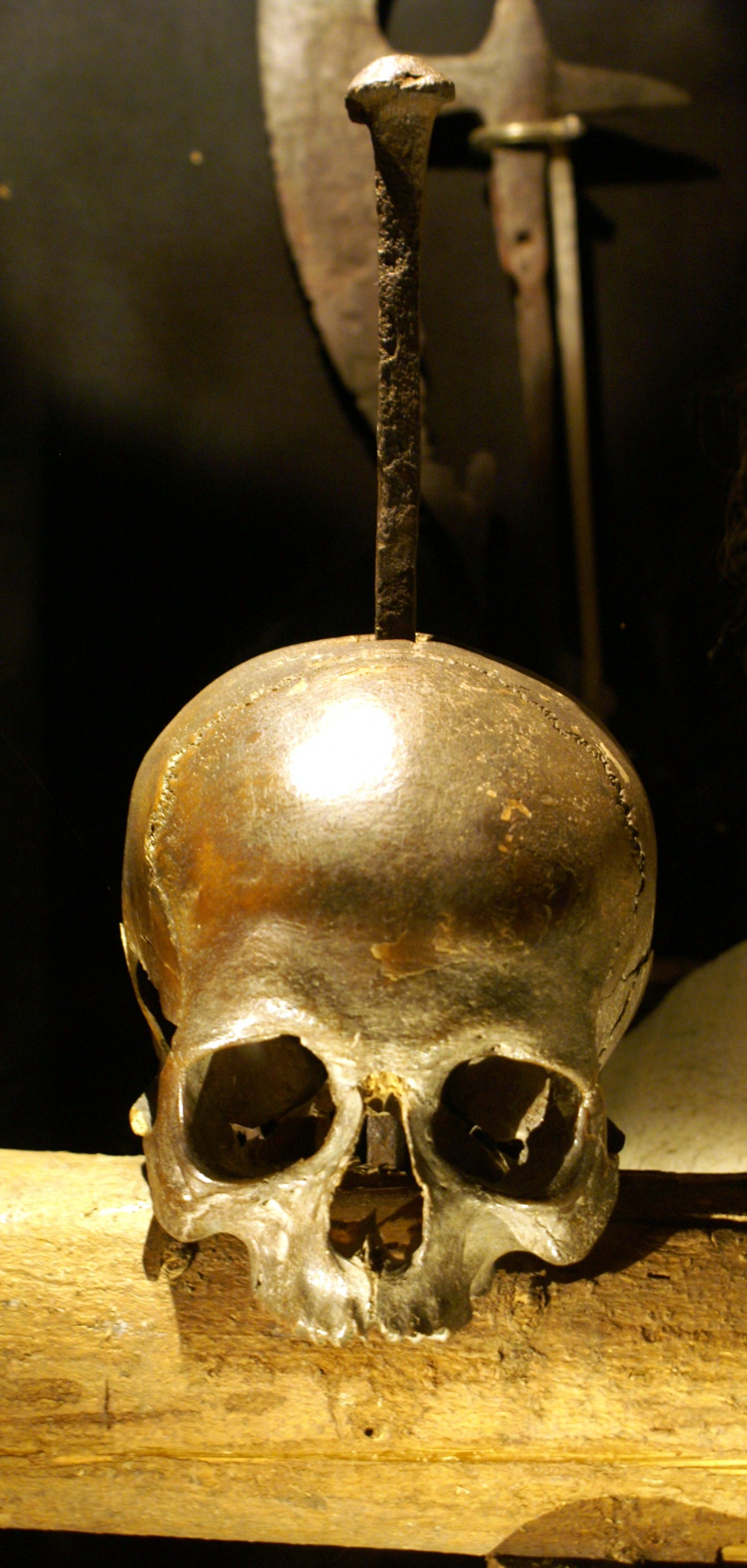
Gepfählter Schädel eines in Hamburg Hingerichteten, um 1400, entdeckt 1878 beim Bau der Speicherstadt auf dem Grasbrook, diente als Grundlage der Rekonstruktion der Gesichtszüge, vermutlich ein Pirat, eventuell Klaus Störtebeker

Likedeeler („Gleichteiler“) nannten sich die Freibeuter und Seeräuber, die ab Mitte der 1390er Jahre die Nord- und Ostsee unsicher machten, weil sie grundsätzlich die Beute zu gleichen Teilen untereinander aufteilten. Mehr als 30 Jahre lang fügten sie dem Seehandel der Hanse große Verluste zu. Die bekanntesten Anführer waren Klaus Störtebeker, Gödeke Michels, Hennig Wichmann und Magister Wigbold.
Ursprünglich wurden sie 1391 als seefahrende Blockadebrecher, sogenannte „Vitalienbrüder“, angeheuert, um die Lebensmittelversorgung für das belagerte Stockholm im Krieg Schwedens gegen Dänemark aufrechtzuerhalten. Außerdem sollten sie im Seekrieg dänische Kriegsschiffe versenken und den Seehandel Dänemarks mit Kaperfahrten unterbinden. Seit 1392 diente ihnen vor allem die Insel Gotland als Operationsbasis. Im selben Jahr griffen sie Bergen in Norwegen an. Auf Gotland verselbständigten sie sich nach und nach und entwickelten sich unter der Losung „Gottes Freund und aller Welten Feind!“ zu allseits gefürchteten Seeräubern. 1398 wurden die Vitalienbrüder jedoch durch einen Angriff des Deutschen Ordens unter Konrad von Jungingen wieder von der Insel vertrieben.
Danach verlegten sie ihren Tätigkeitsschwerpunkt in die Nordsee. Stützpunkte fanden sie vor allem in Ostfriesland, zum Beispiel in der Handelsstadt Emden und in Marienhafe. Auf Druck der Hanse mussten sich die Likedeeler jedoch von diesem Stützpunkt wieder zurückziehen. Störtebeker wurde am 22. April 1401 von einem Verband hamburgischer Friedeschiffe unter Nikolaus Schocke und Hermann Lange, beide Hamburger Ratsherren und Englandfahrer, bei Helgoland gestellt, nach schweren Kämpfen gefangen genommen und am 20. Oktober 1401 in Hamburg auf dem Grasbrook hingerichtet. Gödeke Michels und Magister Wigbold konnten zunächst entkommen, wurden aber am 20. Oktober 1401 ebenfalls gefasst und 1402 ebenfalls auf dem Grasbrook hingerichtet.
Die von Friesland ausgehende Piraterie war mit dem Ende der Likedeeler allerdings nur kurzfristig beendet. 1430, 1431 und 1433 kam es noch zu bremisch-hamburgischen Militärexpeditionen zur Unterbindung der Seeräuberei, dabei wurde 1433 Emden belagert, am 20. Juli 1433 eingenommen und ein hamburgischer Statthalter in Emden eingesetzt. Die Hamburger zogen erst 1447 wieder aus Emden ab. Noch auf dem Hansetag zu Bremen wurde am 25. Mai 1494 Klage wegen Räubereien friesischer Häuptlinge geführt. Auch die Insel Borkum gilt als Fluchtort von Piraten während der Hansezeit.

#### Weitere Kaperkriege der Hanse
Die ständigen Einschränkungen der Privilegien der Hanse am Londoner Stalhof führten zur Kriegserklärung der wendischen und preußischen Städte der Hanse gegen England. Der Seekrieg wurde als Kaperkrieg geführt und für die Hanse durch den Frieden von Utrecht (1474) durch den Bürgermeister Hinrich Castorp erfolgreich abgeschlossen.
Der Schiffshauptmann Paul Beneke aus Danzig eroberte im Ärmelkanal die Galeone Sankt Thomas aus Florenz. Auf ihr wurde der berühmte Flügelaltar des Das Jüngste Gericht von Hans Memling erbeutet.
Zwischen 1522 und seinem Tod 1540 übte der friesische Häuptling im Harlingerland Balthasar von Esens mit Vorliebe Piraterie gegen Schiffe der Hansestadt Bremen aus. Nach zwei Feldzügen des Grafen Edzard I. von Ostfriesland 1524 und 1525 und seines Nachfolgers, des Grafen Enno II. von Ostfriesland, verlor er kurzzeitig seine Herrschaft, konnte diese aber in der Folge der Geldrischen Fehde wiedererlangen. Da er ab 1537 die Überfälle auf bremische Schiffe verstärkt hatte, begann eine Auseinandersetzung zwischen Bremen und dem Schmalkaldischen Bund einerseits und Balthasar von Esens und des mit ihm seit längerer Zeit verbündeten Herzogtums Geldern andererseits. 1538 wurde in der Folge die Reichsacht über Balthasar von Esens verhängt. Bremen nahm dies zum Anlass, militärisch gegen Balthasar vorzugehen. 1540 griffen die Bremer gemeinsam mit Maria von Jever Esens an. Balthasar starb während der Belagerung.

#### Die Wassergeusen in Holland
In Holland waren im 16. Jahrhundert die Wassergeusen gefürchtete Freibeuter. Während der Gewaltherrschaft der Spanier in den Niederlanden rüsteten viele Flüchtlinge aus Holland Kaperschiffe aus, mit denen sie Jagd auf spanische Schiffe machten. Sowohl Adlige als auch Kaufleute gaben Summen zur Ausrüstung der Schiffe her und teilten den Gewinn. Besonders die Watteninseln Terschelling und Rottumeroog dienten den Wassergeusen als Zufluchtstätten. Auch die englischen, französischen und deutschen Nordseehäfen (insbesondere Emden) nahmen sie auf. Da sie jedoch ohne Bestallung waren, wurden sie von den Spaniern als Seeräuber behandelt, bis sich Prinz Wilhelm von Oranien mit ihnen verbündete, ihnen Kaperbriefe gab und Wilhelm II. von der Marck zum Admiral der Wassergeusen ernannte. Die „Widerstandsbewegung zu Wasser“ bekam danach mehr und mehr Unterstützung aus allen Schichten der Bevölkerung.

## Polarkreis
Im Bereich der Polarmeere war Piraterie eng mit Robben- und Walfang verquickt. Einer der bekanntesten Piraten war der dänische Walfänger Jürgen Jürgensen (1780–1845). Jürgensen nutzte den Krieg zwischen England und Dänemark, um Island die ersehnte Unabhängigkeit von dänischen Lebensmittellieferungen, die regelmäßig von England abgefangen wurden, zu sichern, indem er den Isländern englische Lebensmittel aufzwang, und ernannte sich gleich zum König Islands.

## Im Atlantik und in der Neuen Welt

### Das europäische Kaperwesen
Bereits im Mittelalter, besonders während des Hundertjährigen Krieges, und in der frühen Neuzeit, gingen staatlich geduldete Piraten auf Kaperfahrt.
Im französischen Raum und im Mittelmeerraum wurden sie oft als Korsaren (italienisch: corsaro) bezeichnet. Das Wort Freibeuterei war ursprünglich ein Synonym für Piraterie und bezeichnete eben das freie Beutemachen, erst später den mehr oder weniger legalen Kaperkrieg. Aus dem niederländischen Wort vrijbuiter entstand jedoch im karibischen Raum das französische flibustier, das englische filibuster und das spanische filibustero, das wieder gewöhnliche Piraten bezeichnete. Im Deutschen wird der Ausdruck Flibustiers allerdings oft mit Freibeuter übersetzt, wodurch eine gewisse Unsicherheit bei der Bedeutung des Wortes entsteht.
In Kriegszeiten versuchten die kriegführenden Parteien, nicht nur die gegnerischen Kriegsflotten zu besiegen, sondern vor allem die gegnerische Handelsschifffahrt zu stören. Mangels königlicher Kriegsschiffe – Kriegsmarinen im modernen Sinne entstanden erst im Laufe des 16. Jahrhunderts – wurden private Schiffe durch Kaperbriefe dazu ermächtigt, feindliche Handelsschiffe während des Kriegs zu kapern. Diese Schiffe sollten dann einem Prisengericht in den Heimathäfen der Freibeuter übergeben werden. Nachdem ein Teil der Beute, meistens 10–20 %, für den Kaperbrief an die Krone oder die Regierung abgeführt worden war, wurde die restliche Beute unter den Inhabern und Kapitänen der Schiffe aufgeteilt. Die Besatzungen bekamen meist keinen Lohn oder Sold, sondern waren ebenfalls an der Beute beteiligt. Solange nur gegnerische Schiffe angegriffen wurden, waren die Überfälle durch den Kaperbrief gedeckt. Wurden aber eigene oder verbündete Schiffe überfallen, was vor allem in Friedenszeiten geschah, galten die Freibeuter ab diesem Zeitpunkt als gewöhnliche Piraten. Korsaren und Piraten hatten oft eine ähnliche Geschäftsgrundlage: Schiffe, Ausrüstung und Besatzung wurden von Privatleuten finanziert, nicht selten auch von Aktiengesellschaften, deren Anteilscheine dem Käufer einen entsprechenden Anteil an der Beute sicherten.

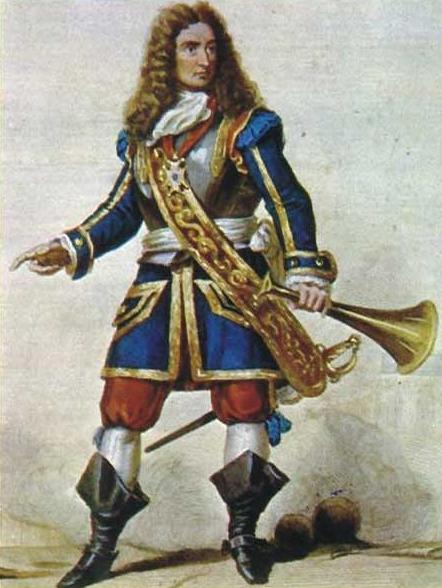
Der Korsar René Duguay-Trouin in zeitgenössischer Darstellung.

#### Französische Korsaren von der Zeit des „Sonnenkönigs“ bis zur Republik
Französische Städte wie Saint-Malo, Dieppe, Boulogne, Dünkirchen, Cherbourg, Nantes, Brest hatten ihre eigenen „Korsarenhelden“ oder sogar, wie das Städtchen Rothéneuf, eine ganze Korsarendynastie. Zur Zeit Ludwigs XIV. von Frankreich waren die Kaperbriefe (Lettres de Marque) vom König persönlich ausgestellt und unterzeichnet. Ihre Inhaber wurden auf strikte Einhaltung internationaler Kriegsregeln vereidigt, die Ausschreitungen und Brutalität verhindern sollten, die als Vorläufer der Genfer Konvention gelten können. Bezeichnend für die Haltung des „Sonnenkönigs“ gegenüber den Korsaren ist die Tatsache, dass er scharfe Kontrollen über die Reedereien ausübte, denen er seine Offiziere auslieh. Die Reeder mussten vor dem Auslaufen hohe Summen deponieren, die dazu benutzt werden sollten, Unrecht und Schäden gutzumachen, die außerhalb der königlichen Richtlinien vorgefallen sein mochten. Sie sollten die Offiziere davor schützen, von den Finanziers zu Dingen genötigt zu werden, die mit der Ehre eines königlichen Marineoffiziers nicht vereinbar waren. Einer der herausragenden Korsaren dieser Zeit war René Duguay-Trouin (1673–1736).
Französische, italienische und griechische Korsaren ließen die kleinen, aber extrem schnellen und wendigen Lugger, Chasse-Marées, Tartanen, Navicellos und Sakolevas bauen, die noch bis zum Anfang des 20. Jahrhunderts im Mittelmeer weit verbreitet waren.

### Die spanische Silberflotte

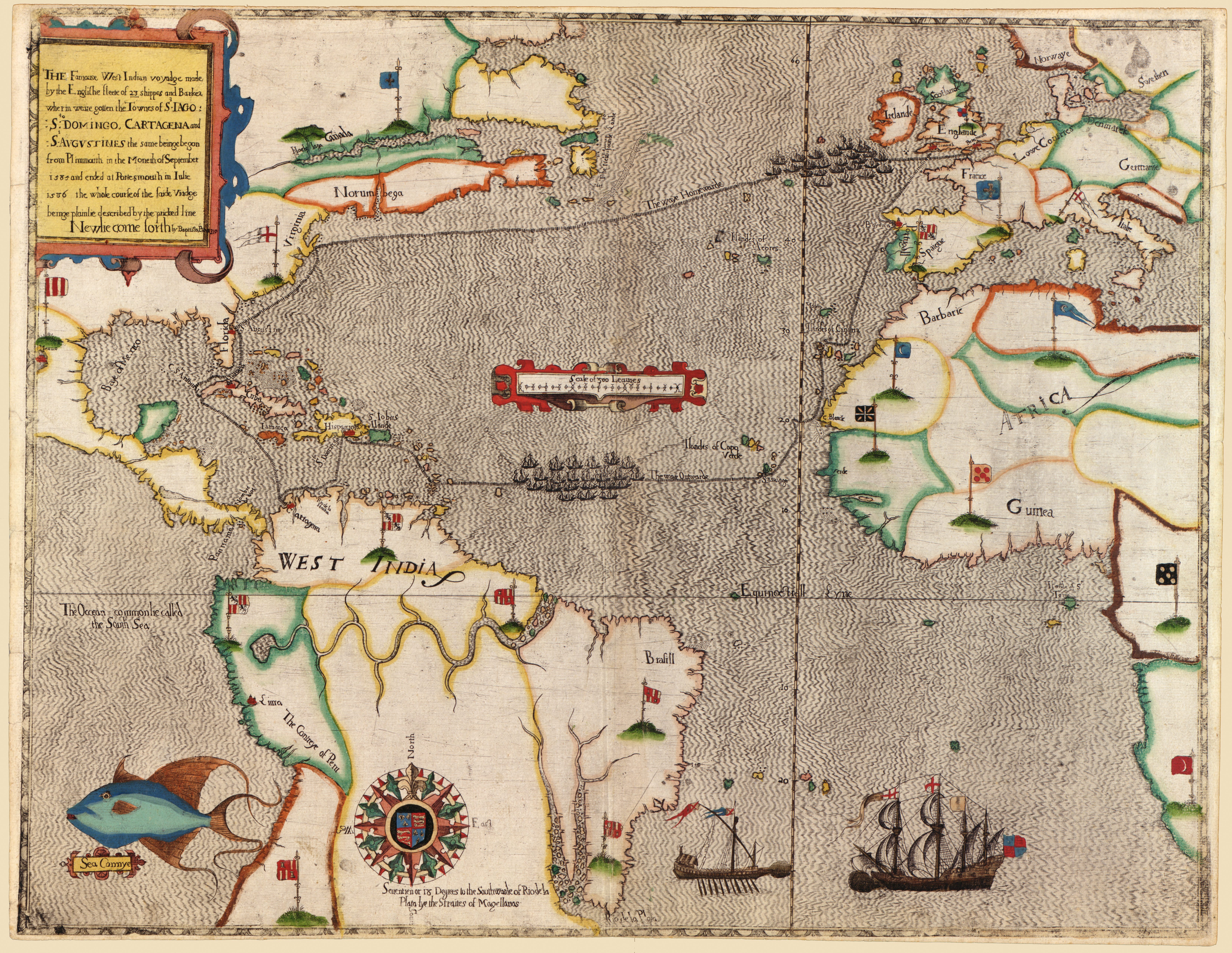
Sir Francis Drakes Fahrt nach West-Indien, 1585–86

Die Entdeckung, Kolonisierung und Ausbeutung der Neuen Welt vor allem durch die Spanier hat in großem Umfang auch Piraten angelockt. Die Rivalität zwischen Spaniern, Engländern, Franzosen und Holländern wurde auch durch eine politische Unterstützung der Piraterie ausgefochten.

#### Überfälle durch französische Freibeuter
Durch französische Korsaren, die vor europäischen Häfen kreuzten, erfuhren die europäischen Höfe bald von den Reichtümern der Neuen Welt. Jean Florin oder Fleury, der im Dienst von Jean Ango, des Vicomte von Dieppe, stand, sichtete 1523 vor der Südküste Portugals drei spanische Karavellen. Fleury und seine Männer kaperten zwei davon und erbeuteten drei große Kisten mit Goldbarren, 500 Pfund Goldstaub, 680 Pfund Perlen, dazu Smaragde und Topase. Daraufhin stellte der französische König Franz I., Kaperbriefe aus, um Jagd auf spanische Schatzschiffe zu machen.
Die Schiffe der Spanier mussten zum Abtransport der Waren aus Südamerika die Karibik mit ihren vielen kleinen und großen Inseln durchqueren, die sich hervorragend als Stützpunkte für Piraten eigneten. Die Gold- und Silbertransporte durch die spanische Silberflotte (flota), die jedes Jahr die Ausbeute aus den ertragreichen Silberminen abtransportierte, waren hierbei nur die spektakulärste Möglichkeit, Beute zu machen. Tabak, Zuckerrohr, Kakao, Gewürze und Baumwolle waren ebenfalls lukrative Handelsgüter. Der erste war François Le Clerc, ein Hugenotte, wegen eines Holzbeines Jambe de Bois genannt. Mit drei Schiffen des Königs und mehreren Korsaren kaperte er Schiffe spanischer Kauffahrer und griff 1554 die damals größte Siedlung Santiago de Cuba an, im folgenden Jahr Havanna, zusammen mit Jacques de Sores. Als man dort das geforderte Lösegeld nicht zahlte, brannte er die Siedlung und alle Schiffe im Hafen nieder. Nachdem in Frankreich die Verfolgung von Hugenotten begonnen hatten, gründeten vertriebene Protestanten 1564 die Kolonie Fort Caroline in der Nähe des heutigen St. Augustine in Florida, von wo aus sie Piratenüberfälle auf spanische Schiffe und Häfen organisierten. Aber bereits ein Jahr später eroberte Pedro Menéndez de Avilés das Fort und ließ alle Protestanten ausnahmslos hinrichten.

#### Überfälle durch englische Freibeuter

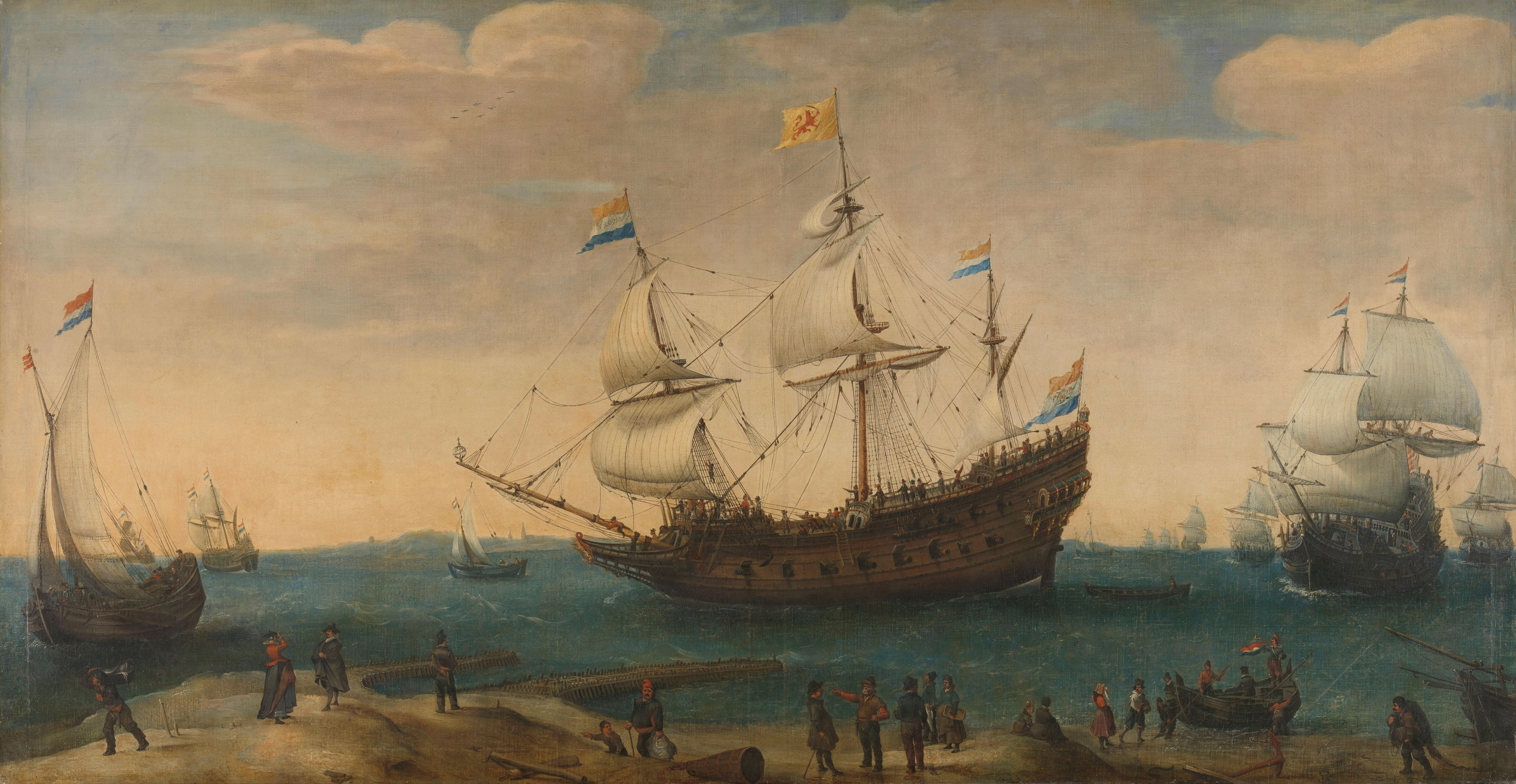
Darstellung einer Galeone durch den Marinemaler Hendrick Cornelisz. Vroom um 1600.

Die nächsten, die den Spaniern die Reichtümer der Neuen Welt streitig machten, waren die Engländer. Insbesondere die englische Königin Elisabeth I. unterstützte die Freibeuterei gegen die Spanier, teilweise sogar während offizieller Friedenszeiten. Der bekannteste von ihnen ist Francis Drake. Besonders auf seiner zweiten Kaperfahrt erbeutete er enorme Reichtümer, unter anderem wertvolle Schiffsprisen, wie das Schatzschiff Nuestra Señora de la Conceptión, welches aufgrund seiner Bewaffnung Cacafuego betitelt wurde. Sein Angriff auf den Maultiertreck mit Silber bei Panama misslang jedoch. Nach Drakes erfolgreichen Überfällen auf Küstenorte wurden von den Spaniern zahlreiche Festungsanlagen erbaut. Beispielhaft zu nennen sind die Befestigungsanlagen auf San Juan de Ulúa zur Verteidigung des Hafens von Veracruz, sowie das Fort San Felipe in Cartagena.
Im Auftrag von Drake, John Hawkins und Martin Frobisher entwickelten englische Schiffbauer den Typ der elisabethanischen Galeone, die schneller und wendiger war als die bis dahin gefahrenen Karacken, Galeassen und großen Karavellen der Spanier. Sie waren besser armiert und boten eine ruhigere Plattform für die Geschütze. Dieser Schiffstyp blieb für fast zwei Jahrhunderte richtungsweisend. Die Piraten in der Karibik bevorzugten dagegen die nochmals kleinere Bermuda-Sloop.

#### Überfälle durch die holländische Westindien-Kompanie
Obschon das System der Schatzflotten schon seit Anfang des 17. Jahrhunderts im Niedergang begriffen war – die enormen Mengen von importiertem Silber hatten zu einem allgemeinen Preisverfall geführt – wurde die Niederländische Westindien-Kompanie 1621 unter anderem noch mit dem Geschäftszweck von Überfällen auf die spanische Silberflotte gegründet. In ihrer Gründungsurkunde sah sie sogar ausdrücklich vor, dass einem Frieden mit Spanien entgegenzuwirken sei, damit Überfälle im Rahmen der Freibeuterei durchgeführt werden konnten. 1628 gelang dem Holländer Piet Pieterszoon Heyn ein großer Kaperschlag gegen die Silberflotte, und 1702 war eine englisch-holländische Flotte erfolgreich in der Seeschlacht bei Vigo. Um 1740 wurden die jährlichen Transporte schließlich ganz eingestellt. Dennoch stellt die spanische Silberflotte insgesamt eine der erfolgreichsten Marineoperationen der Geschichte dar und war seinerzeit für das Mutterland von geradezu existenzieller Bedeutung, da die spanische Krone kostspielige Kriege führte, ohne die heimische Wirtschaft nachhaltig zu entwickeln.

### Mittelamerika/Karibik

#### Die Bukaniere

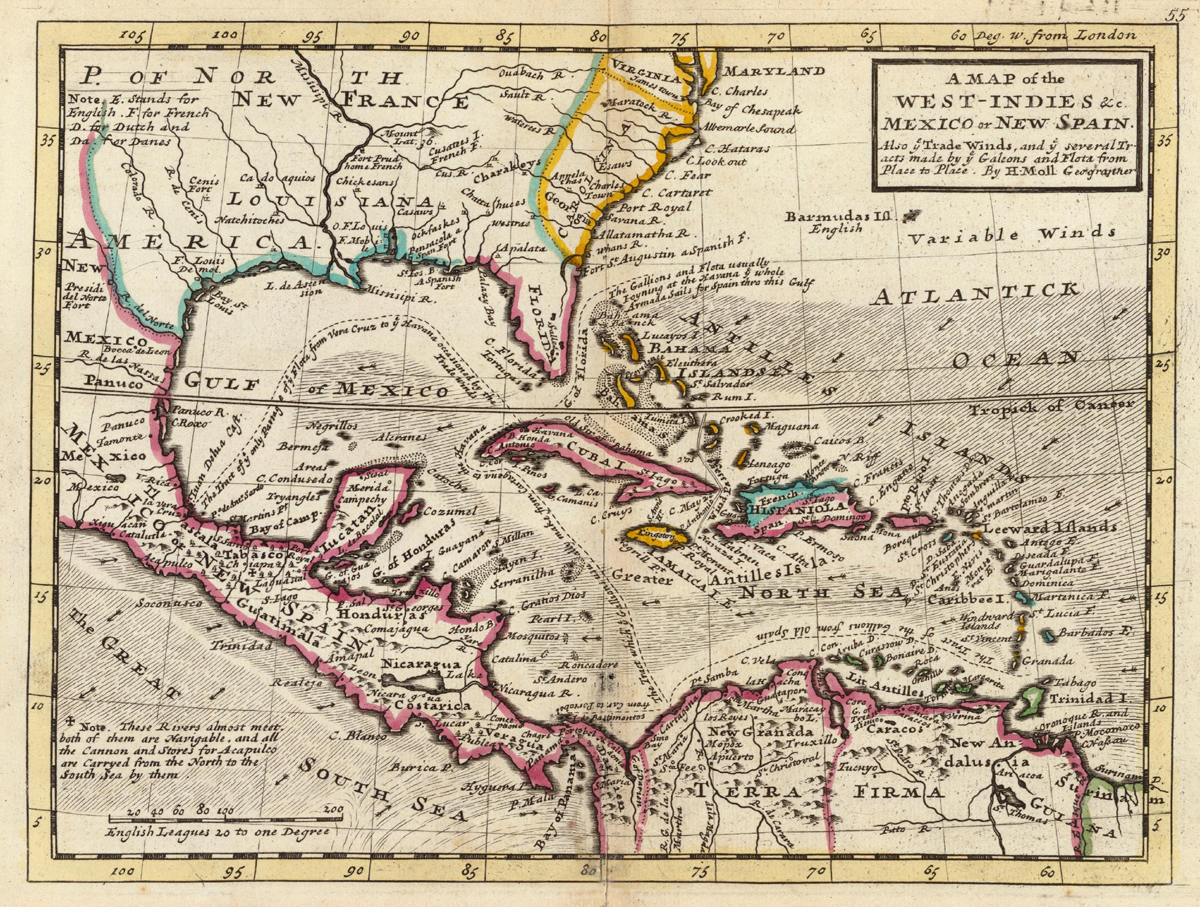
Karte der Karibik von Herman Moll, Anfang 18. Jahrhundert

Der Ausdruck Bukanier – vom französischen boucanier – bezeichnete ursprünglich die meist französischen Jäger der Wälder Hispaniolas, die vor allem verwilderte Rinder oder Schweine jagten. Anschließend räucherten sie das Fleisch, nach einer Methode, die noch von den Ureinwohnern stammte, auf den namensgebenden „boucan“-Öfen und verkauften es zusammen mit den Häuten.
In ihrer freien Zeit überfielen sie an der nahen Küste oft vorbeiziehende spanische Schiffe und wurden wegen ihrer ausgezeichneten Schießkunst oft als Auxiliartruppen der nordwesteuropäischen Seemächte eingesetzt. Später wurde der Begriff zu einem weiteren Synonym für karibische Seeräuber des 17. Jahrhunderts. Die nördlich von Hispaniola gelegene Île de la Tortue (Tortuga) wählten vor allem französische Piraten als Basis. Der geschützte Naturhafen und die nur schwach ausgeprägte französische Hoheit über die Insel boten einen guten Schutz vor dem Zugriff der Spanier. Außerdem liegt Tortuga günstig an der zwischen Kuba und Hispaniola gelegenen Windward-Passage, die von vielen Handelsschiffen benutzt wurde. Ab 1655 wurde Port Royal auf Jamaika zum zweiten Stützpunkt vornehmlich englischer Freibeuter.

#### Die „Bruderschaft der Küste“
Um 1640 entstand aus der internationalen Bukanierskommune, die sich aus entflohenen engagés (Vertragsarbeiter), religiösen Flüchtlingen und Jägern zusammensetzte, auf Saint Domingue der Bund der sogenannten frères de la côte, brethren of the coast, oder auch fraternity of freelance traders. Auch wenn dieser Bund häufig als „Republik der Piraten“ bezeichnet wird, dürfen wir uns darunter keine organisierte Gemeinschaft mit festen Institutionen vorstellen. Vielmehr zeichnete sich diese „Bruderschaft“ vor allem durch einen gemeinsamen Lebensstil und soziale Gepflogenheiten aus.
Über die Jahre entwickelten die Bukaniere einen gemeinsamen Lebensstil. Besonders typisch dabei war der sogenannte matelotage, eine der Ehe nicht unähnliche Lebensgemeinschaft, die Bukaniere miteinander eingingen (s’amateloter) und damit unter anderem Anspruch auf das Erbe des Partners hatten. Gerade dieser Brauch führte zu unzähligen Kontroversen und wurde wiederholt in der neueren Historiographie als Form der Homosexualität bezeichnet. Aber wenn man davon absieht, dass aus akutem Frauenmangel, ähnlich wie bei Seefahrern, auch bei den Bukanieren Homosexualität sicher gebräuchlich war, gibt es keinerlei Hinweise dafür, dass der Matelotage explizit homosexuelle Hintergründe hat. Vielmehr beinhaltete er eine Aufgabenteilung zwischen den Bukanieren, von denen einer meist beim Lager blieb oder auf Kaperfahrt ging und der andere auf Jagd ging.

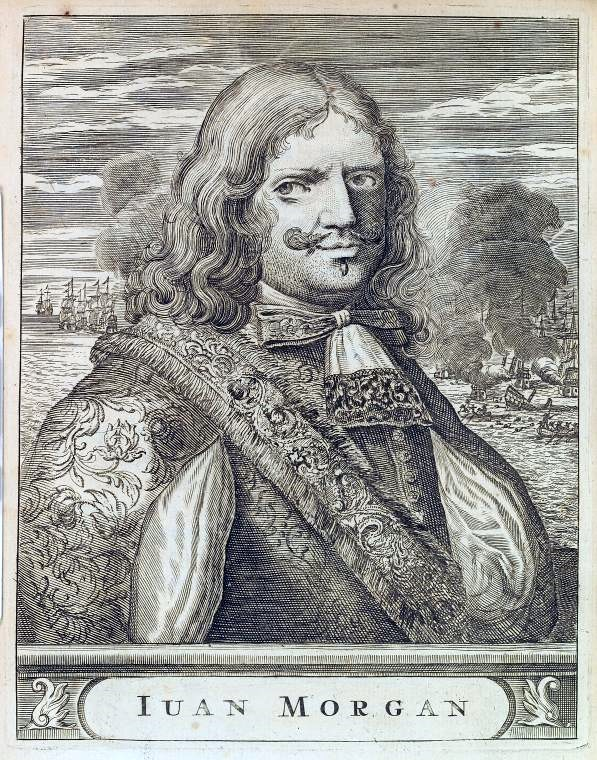
Henry Morgan in Piratas de la America (1681)

#### Bekannte Bukaniere
Der vielleicht berühmteste Bukanier ist Henry Morgan, der für einige Zeit sogar Gouverneur von Jamaika war. Bei seinen Überfällen mit großen Piratenflotten auf die reichen spanischen Städte wie Portobelo (1668), Maracaibo und Gibraltar am Maracaibosee (1669), und vor allem auf Panama (1671), machte er sich zu Nutze, dass deren Befestigungsanlagen ausschließlich zum Meer hin ausgerichtet waren. Nachdem die Bukaniere an anderer Stelle an Land gegangen waren, griffen sie die Städte von der ungeschützten Landseite aus an. Der französische Bukanier François l’Ollonais (eigentlich ’Ollonois) war berüchtigt für seine Grausamkeit gegen die Spanier. Manche Bukaniere waren für ihre Gelehrsamkeit und antifeudale Gesinnung bekannt. Der Hydrograph und Zoologe William Dampier (1651–1715) z. B. überfiel im Laufe seiner äußerst wechselvollen Karriere unter anderem auch die Städte an der Pazifikküste Südamerikas. Seine umfangreichen geographischen und zoologischen Aufzeichnungen, u. a. auf den Galapagosinseln, dienten hingegen Charles Darwin als reiche Quelle.
Als 1689 England mit Spanien Frieden schloss, ging die Ära der Bukaniere zu Ende. (Die so genannten Baymen an der Küste von Belize hatten schon um 1670 die Freibeuterei aufgegeben.) Einige Bukaniere wurden auf den Inseln sesshaft, andere waren schon seit geraumer Zeit von der Freibeuterei zur offenen Piraterie übergegangen. Nachdem Port Royal 1692 von einem Erdbeben und der nachfolgenden Flutwelle zerstört wurde, wichen die Piraten auf die Bahamas-Inseln (bis 1718) und nordamerikanische Häfen wie beispielsweise New York aus.

#### Spanische Gegenmaßnahmen
Das spanische Militärwesen in den amerikanischen Kolonien beruhte zunächst auf dem feudalistischen Prinzip der Encomiendas. Zuerst wurden Konquistadoren einheimische Arbeitskräfte und ein bestimmtes Gebiet zur Ausbeutung (die Encomienda) zugewiesen, später wurde dies zum Recht auf die Erhebung von Abgaben reduziert. Im Gegenzug war der Inhaber der Encomienda verpflichtet, mit Pferd und Waffen zur Verteidigung der jeweiligen Provinz beizutragen. Grund für dieses System war, dass die Unterhaltung eines stehenden Heeres den spanischen Behörden zu aufwendig erschien. Das System blieb, trotz einiger Abwandlungen und Abschwächungen, bis zur Aufhebung der Encomiendas am 12. Juli 1720 bestehen. Militärische Einsatzgebiete der Inhaber der Encomiendas waren Indianeraufstände und die Abwehr von Piraten.
Wegen der Piratenüberfälle ergingen nach und nach Bestimmungen, dass jeder freie Mann sich im Gebrauch von Waffen zu üben habe. Die erste derartige Anordnung datierte auf das Jahr 1540 und betraf Santo Domingo, in den Küstengebieten wurde das hierauf beruhende Milizensystem ständige Übung. Die Unterhaltung stehender besoldeter Verbände kam jedoch erst im 18. Jahrhundert auf (siehe auch: Inseln über dem Winde, Inseln unter dem Winde).

#### Britische Gegenmaßnahmen

Ein Pirat unter dem Galgen des Londoner Execution Dock, Stich von Robert Dodd

1536 wurde in England ein Gesetz verabschiedet, das die Bestrafung für Piraterie regelte. Das Gesetz blieb bis 1700 in Kraft. Für alle Akte von Piraterie auf hoher See, in Häfen und auf Flüssen war danach die Gerichtsbarkeit des Großadmirals zuständig. Die Gouverneure der Kolonien mussten daher alle Piraten nach London bringen lassen, wo dann das Strafverfahren stattfand. Das zuständige Gericht (Old Bailey) setzte sich aus einem Admiral sowie dem vom Lordkanzler ernannten Richter zusammen.
Hingerichtet wurden die verurteilten Piraten am Execution Dock an der Themse. Die Galgen für die Hinrichtung von Seeräubern wurden am Ufer in der Nähe der Niedrigwassermarke errichtet. Die Leichen der Erhängten wurden gewöhnlich dreimal der Flut ausgesetzt. Die Erhängung von verurteilten Piraten unterhalb der Flutmarken erfolgte als Ausdruck dafür, dass sie ihre Verbrechen innerhalb der Gerichtsbarkeit des Lordadmirals begangen hatten.
Eine größere Praktikabilität wurde mit dem Gesetz zur wirksameren Unterdrückung der Piraterie von 1700 erreicht. Nach 1700 mussten Piraten zur Aburteilung nicht mehr nach London überstellt werden. Durch dieses Gesetz konnten Piraten nun auch in Übersee zum Tode verurteilt werden. Nun sollte die Hinrichtung auch an der Küste oder in deren unmittelbarer Nähe erfolgen. Seeleute, die sich gegen Piraten zur Wehr gesetzt hatten, sollten mit einem Anteil an der so geretteten Schiffsladung belohnt werden. Eine andere Maßnahme zur Eindämmung der Piraterie war die Begnadigung von Piraten, die sich noch auf freiem Fuß befanden. So wurde mit einem Erlass (1714) von König Georg I. verfügt, dass Piraten innerhalb einer gewissen Frist mit Seiner Allergnädigsten Verzeihung rechnen dürfen. Viele nahmen diese Amnestie wahr. Danach, im euphemistisch sogenannten Goldenen Zeitalter der Piraterie, kam es hingegen vermehrt zu Massenexekutionen von ganzen Piraten-Mannschaften, während es bis zum Ende des 17. Jahrhunderts üblich gewesen war, nur die Anführer hinzurichten.
Ab etwa 1702 nahm auch die Präsenz englischer Kriegsschiffe zu. Zuvor hatte lediglich eine Flotte von vier Schiffen in der Karibik zur Verfügung gestanden; diese konnte das gesamte Seegebiet mit Hunderten von Inseln, die kartographisch unzureichend erfasst waren, kaum überwachen. Ferner wurden die Flotten immer wieder durch Krankheiten wie Malaria, Ruhr und Gelbfieber geschwächt. Einer Schätzung zufolge starb eines von drei weißen Besatzungsmitgliedern innerhalb der ersten vier Monate. Die 1726 von Admiral Francis Hosier durchgeführte Expedition gegen Piraten verlief so verlustreich, dass sie Generationen von Seeleuten mit Schrecken erfüllte. Hosier verlor innerhalb von zwei Jahren von 4750 Männern 4000 durch Fieber. Dennoch war bis etwa 1730 der Großteil der notorischen Piraten entweder gefangen oder hingerichtet.

### Nordamerika
Neben den Handelsrouten spielte auch das Wetter eine große Rolle für die Aktivitäten der Piraten. In Neuengland kann es vor allem im Winter ziemlich unwirtlich sein, die Häfen konnten zufrieren, was dann eine wochenlange Liegezeit für die Schiffe bedeutete. Aus diesem Grunde überwinterten die Piraten zumeist in wärmeren Gefilden und segelten erst im April oder Mai wieder in den Norden. Als Beispiel: Von Blackbeard ist bekannt, dass er im Oktober 1717 an der Küste von Virginia operierte; im Juni 1718 blockierte er mit seiner Flotte und dem Flaggschiff, der Queen Anne’s Revenge, den Hafen von Charleston in South Carolina, und in den Wintermonaten machte er den Süden unsicher und plünderte Schiffe vor der Küste von St. Kitts und im Golf von Honduras.

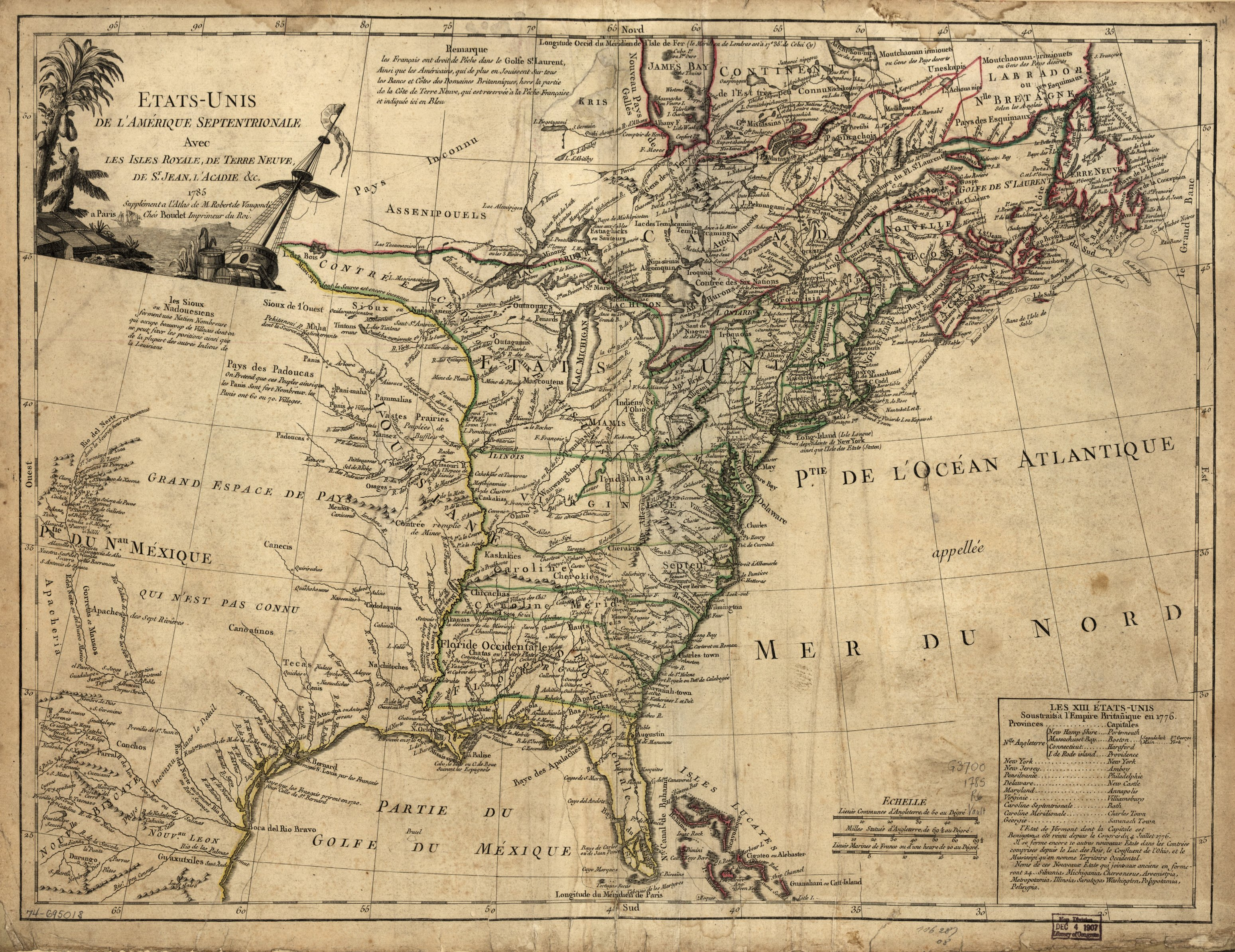
Karte der Vereinigten Staaten von Didier Robert de Vaugondy, 1785

Während des Amerikanischen Unabhängigkeitskrieges (1775–1783) fuhren bis zu 500 amerikanische Kaperfahrer gegen England, die ca. 13 Prozent ihres Seehandels versenkten oder aufbrachten, während die offizielle amerikanische Marine nur wenig gegen die Royal Navy ausrichten konnte. Freibeuter wie John Paul Jones sind für die Amerikaner noch heute Nationalhelden, obwohl sie damals für die Briten nur ordinäre Seeräuber waren. Im so genannten „Zweiten Unabhängigkeitskrieg“ (1812–1814) zwischen den Vereinigten Staaten und Großbritannien, der fast ausschließlich zur See ausgetragen wurde, wiederholten die Nordamerikaner die Kapertaktik zunächst mit großem Erfolg. Wegen ihrer Schnelligkeit wurden von den Freibeutern und Blockadebrechern gerne kleine Postschiffe benutzt, die so genannten Baltimoreklipper. Aus diesen entwickelten sich später die berühmten Teeklipper. Nach der Kapitulation Napoléon Bonapartes 1814 konnte Großbritannien seine Aufmerksamkeit jedoch wieder vollständig auf Amerika richten. Mit einer erfolgreichen Handelsblockade entzogen die Briten auch dem Kaperwesen die Grundlage.
Während des Sezessionskrieges 1861–1865 flammte der Kaperkrieg noch einmal auf. Die meisten Kaperschiffe der konföderierten Südstaaten wurden im offiziell neutralen Großbritannien gebaut. Dies wäre international auch hingenommen worden, hätten nicht konföderierte Offiziere wie Raphael Semmes teilweise von britischen Häfen aus operiert. Mit der Alabama war er höchst erfolgreich gegen die Nordstaaten vorgegangen und hatte bereits 60 Kauffahrer gekapert, ehe er am 19. Juni 1864 von der Kearsarge versenkt wurde.
Danach geschah etwas, das man in England, der unbestritten größten Seemacht, nicht für möglich gehalten hatte: England wurde vom internationalen Schiedsgericht in Genf verurteilt, den durch Semmes verursachten Schaden in Höhe von 15 Millionen Dollar den USA zu ersetzen.
Dieses Urteil zeigte, dass es den europäischen Staaten wichtig wurde, mit der Ausrottung von Piraterie und Kaperwesen ernst zu machen. Unter diesen Umständen war es sinnlos geworden, noch Kaperschiffe zu bauen und auszurüsten und die Seekriegsführung privaten Personen anzuvertrauen.

### Südamerika
Um 1815 begannen die Südamerikaner ihren Befreiungskampf von der spanischen Vorherrschaft. Nur das von Guerillakämpfen geschüttelte Kuba verblieb weiterhin unter spanischer Kontrolle, wobei die spanischen Gouverneure auch gemeinsame Sache mit Piraten machten. Die Revolutionsregierungen hingegen versuchten alles, um die Spanier zu schädigen. Da sie keine Flotte hatten, stellten sie Kaperbriefe aus, auch für Schiffe, die keinen einzigen Südamerikaner an Bord hatten. Die Kaperbriefe der südamerikanischen Revolutionsregierungen stellten für diese Seeräuber aber nur eine geringe Chance dar, dem Galgen zu entkommen. Sie kaperten nicht nur Schiffe der Spanier, sondern alles, was ihnen über den Weg lief, und genossen den Ruf, auch für geringe Beute über Leichen zu gehen. Vor allem die Nordamerikaner, Engländer und Franzosen waren es, die den Kampf gegen diese Piraten aufnahmen, und es dauerte bis 1826, bis sie die Situation einigermaßen in den Griff bekamen. Zu dieser Zeit hatten sich Mexiko, Peru und Chile die Unabhängigkeit erkämpft. Simón Bolívar befreite das Gebiet Großkolumbiens, das spätere Venezuela, Kolumbien und Ecuador. Die letzten Piraten, die 1835 in den Vereinigten Staaten hingerichtet wurden, waren Pedro Gibert und drei seiner Genossen, die in der Florida-Straße versucht hatten, ein nordamerikanisches Schiff mit der unter Deck eingeschlossenen Besatzung zu verbrennen.

## Indischer Ozean und seine Nebenmeere

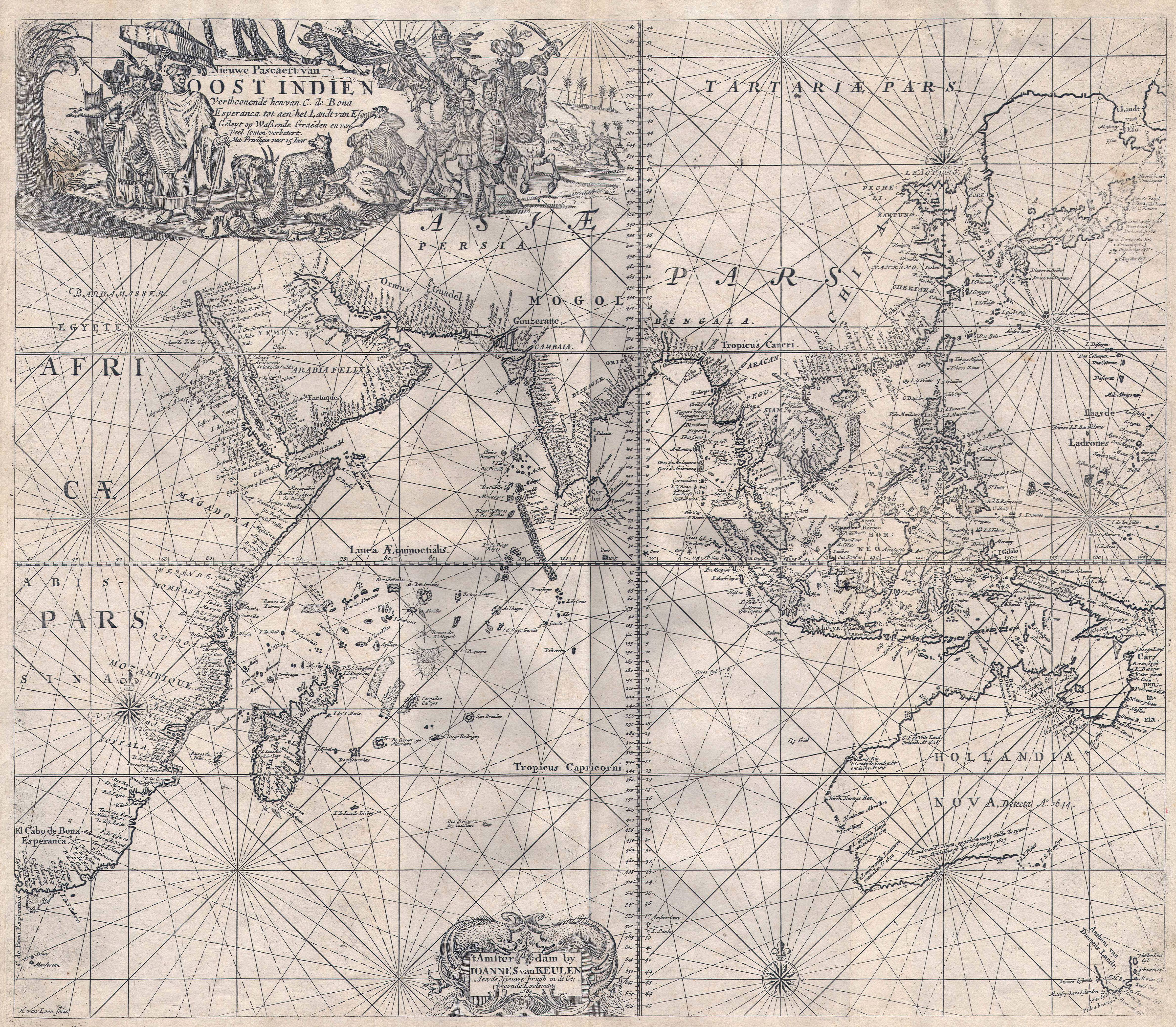
Karte des Indischen Ozeans von Johannes van Keulen, 1689

Schon lange vor der ersten Ankunft europäischer Händler gegen Ende des 15. Jahrhunderts wurde im Indischen Ozean Piraterie betrieben, besonders auf den vom Monsun abhängigen Handelsrouten zwischen Indien und Arabien. Als gegen Ende des 17. Jahrhunderts die Bukaniere aus der Karibik verdrängt wurden und sich nach neuen Jagdgründen umsahen, befand sich das indische Mogulreich gerade in einer Phase innerer Auseinandersetzungen und war nicht mehr in der Lage, seine Seehandelswege effektiv zu schützen.

### Madagaskar und Mauritius

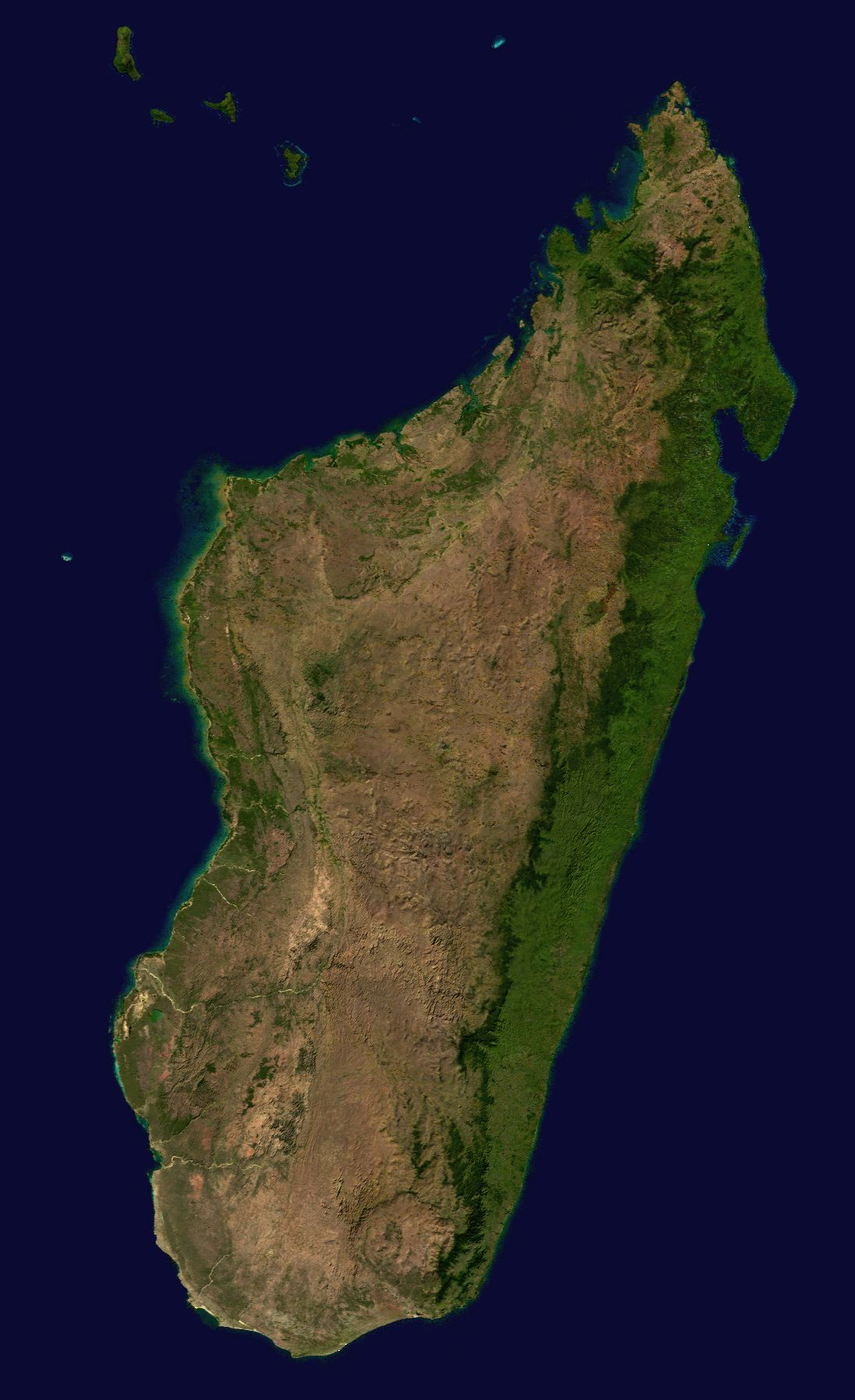
Satellitenbild von Madagaskar

Zwischen 1680 und 1720 wurde Madagaskar ein Stützpunkt für Piraten aus aller Herren Ländern. Die Insel war nur dünn besiedelt, lieferte jedoch zahlreiche gut geschützte Ankerplätze, sichere Rückzugsgebiete im Inland und ausreichend Jagdwild. Bekannte Piraten wie William Kidd, Henry Every, John Bowen, La Buse und Thomas Tew machten die Antongil Bay und die kleine Insel Sainte Marie (Nosy Boraha), 15 km vor der Nordostküste Madagaskars, zu ihrer Basis. Von hier aus raubten sie im Indischen Ozean, im Roten Meer und im Persischen Golf die von Frankreich, England und den Niederlanden beauftragten Handelsschiffe der Ostindienkompanien aus, mit ihrer Seiden-, Porzellan-, Gewürz- und Juwelenfracht. Schiffe, die in umgekehrte Richtung nach Indien fuhren, wurden wegen ihrer Ladung von Tuchen, Manufakturwaren und Münzgeld überfallen. Ziele der Piraten waren auch die zwischen den Häfen des Indischen Ozeans verkehrenden indischen Frachtschiffe sowie die zwischen Surat in Indien und Mokka an der Spitze der arabischen Halbinsel segelnde Pilgerflotte, weil die reichen muslimischen Mekka-Pilger häufig Juwelen und andere Kleinodien mit sich führten.
Bereits seit 1705 ging die britische Regierung verstärkt gegen die Piraten auf Madagaskar vor. Handelsschiffe wurden zu Konvois zusammengefasst, und britische Kriegsschiffe patrouillierten vor den wichtigsten Piratenhäfen. Als die Holländer um 1710 die Insel Mauritius in Richtung Südafrika verließen, wichen viele Seeräuber von Madagaskar nach dorthin aus, oder schlossen sich den indischen Piraten im Golf von Khambhat an. Die Handelsmacht Frankreich griff 1715 ein und vertrieb das gut organisierte Piratentum von Mauritius.

### Golf von Khambhat
Als in der ersten Hälfte des 18. Jahrhunderts die hinduistischen Marathen den muslimischen Mogul-Fürsten die Herrschaft im westlichen Indien streitig machten, gelang es einem afrikanischen Muslim namens Kanhoji Angria, einen Küstenstreifen südlich von Mumbai unter seine Kontrolle zu bringen und in ein kleines, aber praktisch unabhängiges Piratenreich mit Hunderten von Schiffen zu verwandeln. In seinen Küstenfestungen und auf einigen vorgelagerten Inseln sammelten sich nicht nur indische, sondern auch europäische Abenteurer, die besonders die Handelsschiffe der Ostindien-Kompanien angriffen. Schließlich sah sich die Ostindische Gesellschaft, die ihren Hauptsitz in Bombay hatte, genötigt, Schutzgelder zu zahlen, um unbehelligt den Hafen verlassen zu können. In dieser Zeit beschränkte Angria seine Überfälle auf indische Schiffe. 1712 und 1717 scheiterten mehrere Versuche der britischen Gouverneure, die Piratenfestungen vor Bombay einzunehmen. Nach Kahonjis Tod 1729 übernahmen seine Söhne Sumbahji und Mannaji die Herrschaft über die Piraten, nach 1743 Sumbahjis Halbbruder Tulaji. Erst in den 1750er Jahren alliierten sich die Briten mit dem Marathen-Bund und eroberten in kombinierten Land- und Seeangriffen eine Piratenfestung nach der anderen. 1756 fiel der Stammsitz der Angrias, und die Piratenflotte wurde vernichtet.

### Persischer Golf

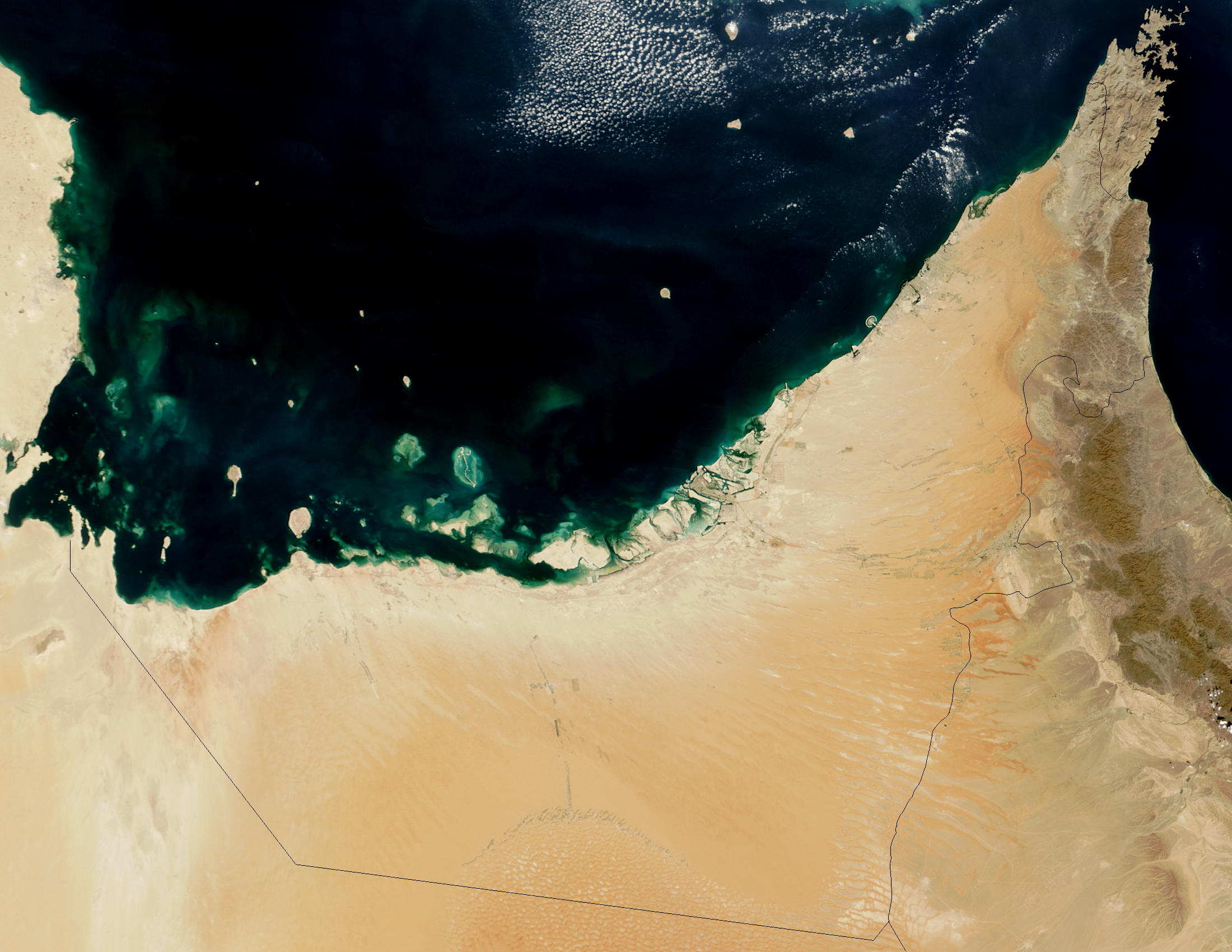
Satellitenbild der Piratenküste (Oktober 2004)

Ab 1747 ließen sich die Beduinenstämme Qawasim und Banu Yas an der Südküste des Persischen Golfes in dem Gebiet der heutigen Vereinigten Arabischen Emirate nieder. Hauptsächlich von den Häfen Schardscha und Ra’s al-Chaima aus griffen sie die Handelsschifffahrt mit ihren Daus an, weshalb dieses Gebiet auch als „Piratenküste“ oder „Seeräuberküste“ bekannt wurde. Die Seeräuberei wurde neben dem Sklavenhandel in dieser Zeit Haupteinnahmequelle der Region. Den Piraten kam es hierbei zugute, dass die vielen der Küste vorgelagerten Inseln, Sandbänke und Korallenriffe die Gewässer schwer befahrbar machten und daher guten Schutz boten. Um 1780 beherrschten die Seeräuber aus Qawasim große Teile der persischen Südküste und beeinträchtigten den Handel Omans erheblich. Versuche Omans, der Piraterie Herr zu werden, blieben zunächst erfolglos, erst durch das Eingreifen Großbritanniens konnte das Gebiet besetzt und zwischen 1806 und 1820 schließlich befriedet werden. 1853 verpflichten sich die Emire der Piratenküste gegen militärischen Schutz durch die Briten, sich nicht nur des Sklavenhandels und der Piraterie zu enthalten, sondern aktiv gegen diese vorzugehen. Wichtigste Wirtschaftsgrundlage wurde nun die Perlenfischerei und ab den 1960er Jahren die Erdölförderung.

## In Ostasien und Südostasien
In den relativ armen Fischerdörfern, vor allem an der südostchinesischen Küste kam es über Jahrhunderte zu einer Form der Nebenerwerbspiraterie. Die dort lebenden Fischer konnten die Fischerei nicht das ganze Jahr, vor allem nicht in den Sommermonaten, durchführen. Diese Fischer nutzten daher in den Sommermonaten die Fischerboote, um bewaffnet mit Messern und Speeren nach Norden zu fahren, Küstenorte und Schiffe zu überfallen und für Gefangene und gekaperte Schiffe Lösegeld zu erpressen. Die jeweiligen Piratenkapitäne waren die Eigentümer der Boote, die Besatzung bestand zumeist aus Freunden und Angehörigen der Eigentümer. Nach den Kaperfahrten kehrten diese Piraten wieder in ihre Dörfer zurück und betrieben wieder Fischfang. Teilweise konnte diese Art der Piraterie einen erheblichen Umfang erreichen, aber selbst nie zu einem erheblichen Problem werden. Aus den südchinesischen Fischerdörfern wurden allerdings Mannschaften asiatischer Piratengruppierungen rekrutiert, die dann ihrerseits problematisch wurden.

### Die Wokou

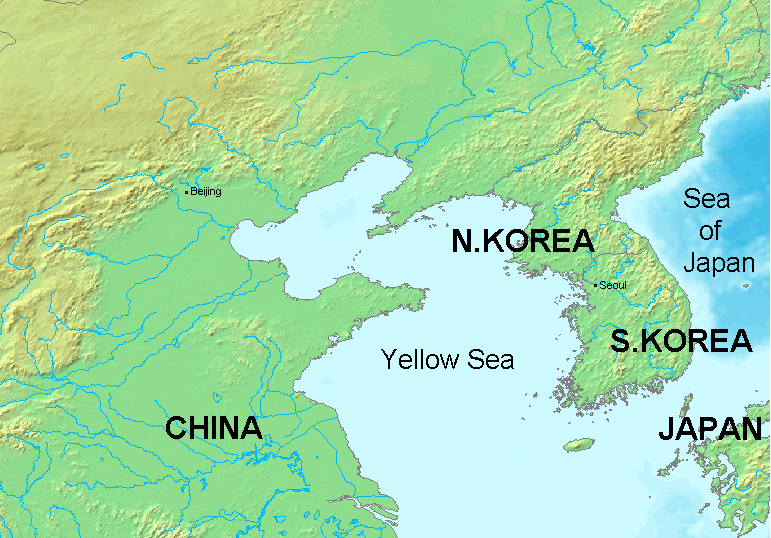
Gelbes Meer

Die Wokou (chin.: 倭寇; japanische Aussprache: wakō; koreanische Aussprache: 왜구 waegu, mit der angenäherten Bedeutung: „japanische Banditen-Wichte“) waren Piraten, die vom 13. Jahrhundert an die Küsten von China und Korea heimsuchten. Sie bestanden zu großen Teilen aus japanischen Soldaten, Rōnin, und Händlern – später auch aus chinesischen Banditen und Schmugglern.
Die Frühphase der Aktivitäten der Wokou begann im 13. Jahrhundert und erstreckte sich bis in die zweite Hälfte des 14. Jahrhunderts. Japanische Piraten konzentrierten sich auf die koreanische Halbinsel und breiteten sich über das Gelbe Meer nach China aus. Die zweite Phase lag im frühen bis mittleren 16. Jahrhundert. In dieser Zeit änderten sich Zusammensetzung und Führung der Wokou beträchtlich. Während ihrer Blütezeit in den 1550er Jahren operierten sie in den Meeren Ostasiens und segelten sogar Flusssysteme wie den Jangtse aufwärts. Die Dschunke und das Schildkrötenschiff waren die bevorzugten Schiffstypen der Wokou.

### Piraterie am Übergang von der Ming- zur Qing-Dynastie

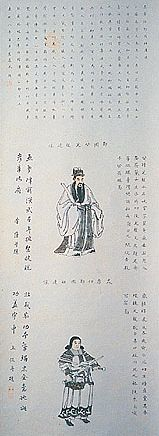
Zheng Zhilong und sein Sohn Zheng Chenggong, besser bekannt als Koxinga

Neben der Zeit der Wokou im 13. Jahrhundert gilt die Übergangszeit zwischen der chinesischen Ming-Dynastie und der von dem Volk der Mandschu getragenen Qing-Dynastie als Blütezeit der chinesischen Piraterie. Geprägt wurde sie von Mitgliedern der Familie Zheng, angefangen bei Zheng Zhilong, der zunächst als Kaufmann in Macau und Manila wirkte und sich ab 1624 Piraten anschloss. Er überfiel chinesische und niederländische Schiffe und entwickelte sich für die geschwächte Ming-Regierung zu einer ernsten Bedrohung, verfügte er doch über eine größere Zahl von Dschunken und ging schließlich zur Schutzgelderpressung gegenüber anderen Kaufleuten über.
Die Machthaber der Ming-Dynastie zahlten ihm erhebliche Geldsummen und bewogen ihn 1628 dazu, der Regierung bei der Bekämpfung der Seeräuberei zu helfen. Er errang hierbei militärische Ehren und erhielt einen Adelstitel. Als die Ming-Regierung ihn jedoch aufforderte, seine Stützpunkte an der Küste zu verlassen, um sie bei der Verteidigung gegen die Mandschu im Landesinneren zu unterstützen, verweigerte er dies und verbündete sich mit der neuen mandschurischen Qing-Dynastie.
Im Gegensatz dazu lieferte sich sein Sohn Zheng Chenggong – besser bekannt als Koxinga – mit der Qing-Dynastie lange Kämpfe, während derer er unter anderem zeitweilig die Mündung des Jangtse sperrte. Zwischen etwa 1650 und 1660 stellte er den stärksten Machtfaktor im Seegebiet zwischen Jangtse und Mekongdelta dar. Um 1655 verfügte er über 100.000 bis 170.000 Mann in der Provinz Fujian, die von ehemaligen Ming-Offizieren befehligt wurden. Mit diesen Kräften griff er Nanjing an, wurde dort aber 1659 schwer geschlagen. Er konnte sich zwar in der Küstenstadt Xiamen zunächst noch halten, zog sich 1661 aber mit 25.000 Mann auf 900 Schiffen nach Taiwan zurück, wo er die Niederländer vertrieb. Mit seinem Tod 1662 endete die Ära der Familie Zheng.

### Zheng Qi und Zheng Yisao
Als gegen Ende des 18. Jahrhunderts die Lê-Dynastie in Vietnam durch die 1765 ausgebrochene Tay-Son-Rebellion gestürzt worden war und es zum Bürgerkrieg kam, bemühten sich die Tay-Son etwa ab 1792 um die Anheuerung von Kaperfahrern aus den südchinesischen Fischerdörfern, um ihre Macht zu festigen. Zheng Qi, der bereits 1786 in ihre Dienste getreten war, verfügte als ehemaliger Banditenführer und Pirat über hinreichende Erfahrungen, um eine Piratenflotte zu organisieren. Als die Tay-Son im Kampf gegen den von den Franzosen unterstützten Nguyễn Phúc Ánh immer mehr unter Druck gerieten, musste Zheng Qi 1801 aus Vietnam fliehen. Er versuchte im Jahre 1802, mit einer Flotte von 200 Dschunken die Tay-Son zu unterstützen, wurde jedoch geschlagen.
Danach kam es zu erbitterten Kämpfen unter den Piraten, bis 1805 Zheng Yi, ein Vetter Zheng Qis, die Piratenführer der gesamten Provinz Guangdong zu einem Vertrag bewegen konnte, in dem sie sich unter seinem Kommando zusammenschlossen. Es handelte sich um sechs Flotten, wobei die größte etwa 300 Dschunken und 40.000 Piraten umfasste und die kleinste etwa 70 Dschunken. Diese Piratenorganisation war, im Gegensatz zu anderen Piratenorganisationen, streng hierarchisch gegliedert. Die Flotten wurden zu Geschwadern von jeweils bis zu 36 Schiffen mit 1.500 Besatzungsmitgliedern umorganisiert. Interessant war das System der Beuteverteilung – nur ein Fünftel erhielt das Schiff, das die Beute gemacht hatte, der Rest wurde in eigene Lagerhäuser überführt, verwertet und an alle Mitglieder ausgeschüttet. Hierdurch kam es zu einem erheblichen Zusammenhalt der Organisation.

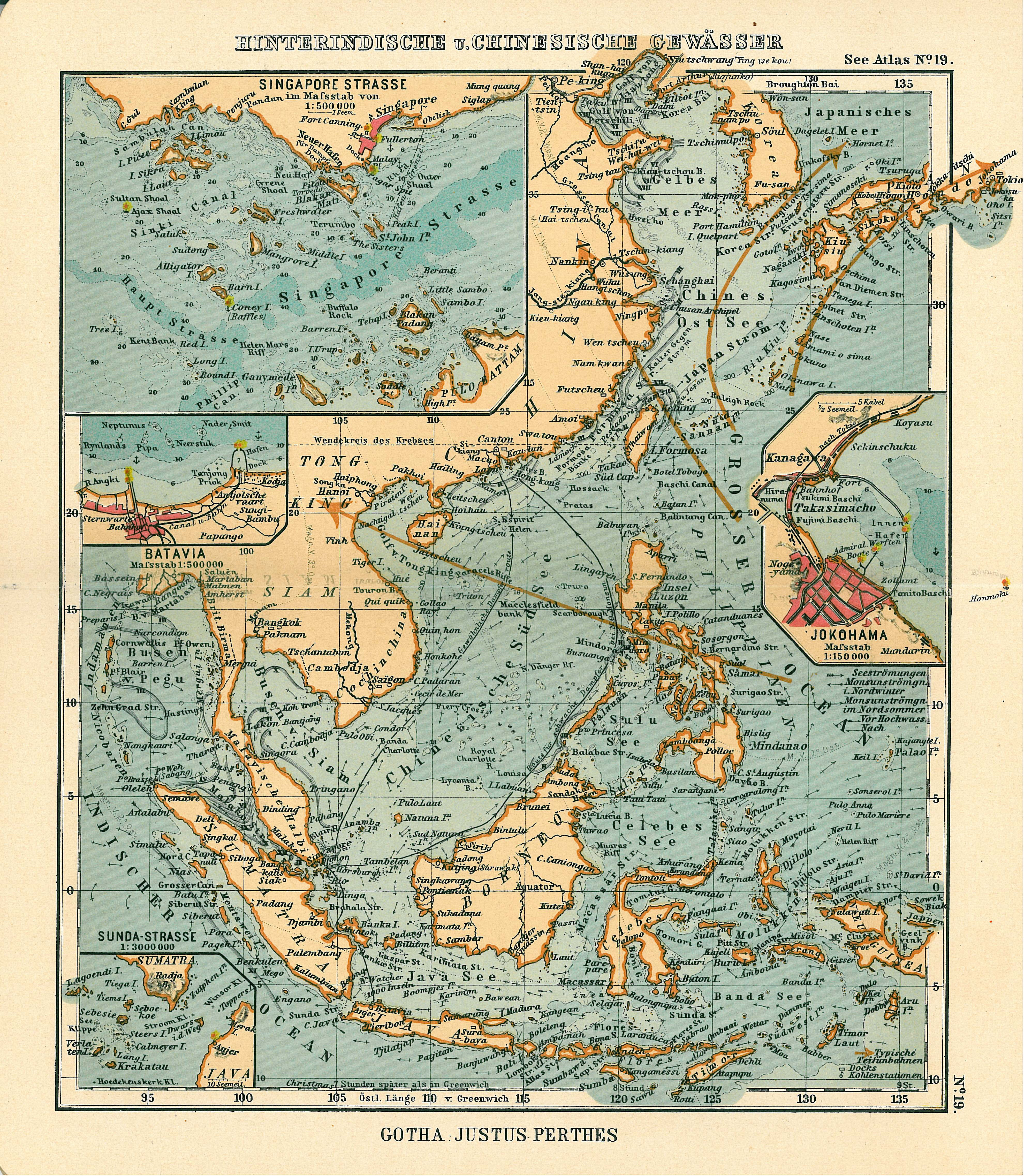
Karte der China-See und Südost-Asiens (1906)

Am 16. November 1807 verstarb Zheng Yi. Nachfolgerin wurden seine Frau Zheng Yisao und ein Ziehsohn Zheng Yis, Zhang Baozai, der später Zheng Yisao auch heiraten sollte. Zheng Yisao führte einen Verhaltenskodex ein, dessen Missachtung mit erheblichen Strafen verbunden war. Sie konnte das Unternehmen so weit führen, dass ohne ein Schutzzertifikat der Piraten kaum ein Schiff an der chinesischen Küste unterwegs sein konnte. Die Schutzbriefe konnten gegen Schutzgeldzahlungen bei den Piratenkapitänen oder bei regelrechten Außenstellen an Land erworben werden. Auf dem Höhepunkt der Macht umfasste der Piratenbund über 1.000 Schiffe und umfasste 150.000 Seeräuber. Zheng Yisao gebot damit über die größte jemals bestehende Piratenflotte.
Militärische Mittel verfehlten die Wirkung gegen dieses Piratenunwesen, selbst der Einsatz von europäischen Schiffen brachte keine durchschlagenden Erfolge. Erst ein umfassendes Amnestieprogramm beendete diesen Piratenbund, nachdem er sich selbst durch innere Auseinandersetzungen geschwächt hatte.

## Niedergang der klassischen Piraterie
Nach der internationalen Ächtung des Sklavenhandels, zu Anfang des 19. Jahrhunderts, erfolgte eine effektive Bekämpfung der Piraterie an der Westküste Afrikas und im Persischen Golf. Nach dem Ende der lateinamerikanischen Unabhängigkeitskriege verschwanden in den 1820er und 30er Jahren die Piraten weitgehend aus der Karibik. Seit Mitte des 19. Jahrhunderts war die Piraterie im Bereich der Industrienationen der westlichen Welt nahezu verschwunden. Selbst die Piraterie im Chinesischen Meer wurde, nach dem Zweiten Opiumkrieg, in den 1860er Jahren eingedämmt, flackerte jedoch noch bis in die 1920er Jahre gelegentlich wieder auf.
Die schnellen, dampfbetriebenen Kanonenboote der Kolonialmächte ermöglichten einen von Wind und Witterung unabhängigen Küstenschutz, und das Netz der Zollkontrollen wurde immer dichter. Bis dato waren die Piratenschiffe in der Konstruktion immer auf der Höhe der neusten Technik gewesen, oftmals dieser voraus. Nun fehlten ihnen entschieden die Mittel, um auch hier Schritt halten zu können, denn nun benötigten sie Ingenieure, Kohlestationen und technisch gut ausgerüstete Werften zur Überholung der Kessel und Maschinenanlagen. Dies sind Erfordernisse, die keine auch noch so gut organisierte Piratengruppe zu bewältigen vermochte.

## Weitere historische Piraten
Eine Auswahl, mehr unter Kategorie:Pirat:
- Menodoros († 35 v. Chr.), kilikischer Pirat, später Admiral des Sextus Pompeius.
- Tarkondimotos I. († 31 v. Chr.), kilikischer Seeräuber, Verbündeter des Marcus Antonius.
- Margaritos von Brindisi (12. Jahrhundert), normannischer Seeräuber im Dienst Wilhelm II. von Sizilien.
- Roger de Flor (1266–1305), ehemaliger Tempelritter und Begründer der Katalanischen Kompanie.
- Marten Pechlin (1480–1526), Freibeuter im Dienst Christian II. in skandinavischen Gewässern.
- Lin Feng († 1575), chinesischer Pirat und Warlord auf den Philippinen.
- Magnus Heinason (1545–1589), norwegisch-faröischer Kaperfahrer.
- Pierre le Grand (17. Jahrhundert), gilt als einer der ersten französischen Bukaniere in der Karibik.
- Michel de Granmont (verschollen 1686 vor Mexiko), französischer Bukanier.
- Richard Sievers (Indischer Ozean; 1660–1700), der weitgehend unbekannte deutsche Pirat.
- Jean Bart (1650–1702), flandrischer Freibeuter im Dienst Ludwig XIV.
- Robert Culliford (17. bis frühes 18. Jahrhundert), Zeitgenosse Captains Kidds in der Karibik und im Indischen Ozean.
- Jean Baptiste du Casse (1646–1715), französischer Freibeuter und Bukanier.
- Bartholomew Roberts (1682–1722) war ein berüchtigter Pirat im Atlantik.
- Samuel Bellamy (Karibik, Cape Cod; 1690–1717) besaß mit seiner Crew den größten Piratenschatz aller Zeiten
- Benjamin Hornigold († 1719), Freibeuter, Pirat und später Piratenjäger in der Karibik.
- Edward „Ned“ Low († vermutlich 1724), englischer Pirat im Atlantischen Ozean; gilt als einer der grausamsten Piraten des Goldenen Zeitalters der Piraterie
- Woodes Rogers (1679–1732). Ebenfalls zuerst Freibeuter und Pirat, später Piratenjäger. Sein Motto Expulsis Piratis Restituta Commercia (dt.: „Piraten vertrieben, Handel wiederhergestellt“) blieb bis zur Unabhängigkeit 1973 das Nationalmotto der Bahamas.
- „Billy One-Hand“ Condon, (Anfang 18. Jahrhundert), Pirat in der Karibik, Atlantik und im Indischen Ozean.
- Jacques Cassard (1679–1740), französischer Freibeuter im Spanischen Erbfolgekrieg.
- Francois Thurot (1727–1760), französischer Freibeuter in den Gewässern der Britischen Inseln.
- Louis Michel Aury (1788–1821), Pirat und Freibeuter in der Zeit der südamerikanischen Unabhängigkeitskriege.
- Jean Laffite (1780–1826), französischer Freibeuter in der Karibik, Mississippi-Mündung und Galveston.
- Cui Apu († 1851), chinesischer Pirat im Südchinesischen Meer.

## Berühmte Piratinnen
- Jeanne de Belleville (Frankreich 14. Jahrhundert) – bretonische Edeldame, welche sich aus Rache für ihren am 2. August 1343 im Auftrag von Philipp VI. enthaupteten Mann, Olivier IV. de Clisson, der Piraterie zuwandte und Frankreich bekämpfte, sie ist die Mutter von Olivier V. de Clisson.[31]
- Grace O’Malley (eigentlich: Gráinne Ní Mháille, * 1530 auf Clare Islands im Westen Irlands; † 1603, Todesort unbekannt)
- Mary Read (Karibik, 1685–1721)
- Anne Bonny (Karibik, 1698-1782)
- Zheng Yisao auch Ching Shih oder Cheng I Sao, chinesische Piratin (17./18. Jahrhundert)[32]